# Quan hệ ngoại giao của Đài Loan

Quan hệ ngoại giao giữa các quốc gia trên thế giới và Đài Loan.
Trung Hoa Dân Quốc (Đài Loan)
Cộng hòa Nhân dân Trung Hoa (Trung Quốc)
Các quốc gia chỉ có quan hệ ngoại giao chính thức với Trung Quốc, không có quan hệ ngoại giao với Đài Loan.
Các quốc gia chỉ có quan hệ ngoại giao chính thức với Trung Quốc, nhưng có quan hệ ngoại giao không chính thức hoặc có đặt lãnh sự quán/đại sứ quán tại Đài Loan.
Các quốc gia chỉ có quan hệ ngoại giao chính thức với Đài Loan, không có quan hệ ngoại giao với Trung Quốc.

Trung Hoa Dân Quốc (THDQ), thường được gọi là Đài Loan, hiện tại có quan hệ ngoại giao chính thức với 12 trong số 193 quốc gia thành viên của Liên Hợp Quốc cùng Tòa thánh (Thành Vatican). Ngoài ra, Đài Loan còn duy trì các quan hệ không chính thức với 59 quốc gia thành viên của Liên Hợp Quốc, một quốc gia tự xưng (Somaliland), 3 vùng lãnh thổ (Guam, Hồng Kông và Ma Cao) và Liên minh châu Âu thông qua văn phòng đại diện và cơ quan lãnh sự trên nguyên tắc Một Trung Quốc. Đài Loan hiện có mạng lưới ngoại giao lớn thứ 31 trên thế giới với 110 văn phòng.
Trong lịch sử, Đài Loan từng yêu cầu các đồng minh ngoại giao của mình công nhận họ là chính phủ hợp pháp duy nhất của Trung Quốc (cạnh tranh sử dụng độc quyền tên Trung Quốc), bắt đầu từ đầu những năm 1970 khi Trung Hoa Dân Quốc được thay thế bởi Cộng hòa Nhân dân Trung Hoa theo Nghị quyết 2758 của Đại Hội đồng Liên Hợp Quốc bao gồm cả vị trí thành viên thường trực của Hội đồng Bảo an Liên Hợp Quốc. Nhưng kể từ năm 1990, chính sách của Đài Loan thay đổi thành tích cực tìm kiếm sự công nhận kép với Cộng hòa Nhân dân Trung Hoa (CHND Trung Hoa). Nhiều tổ chức quốc tế mà Đài Loan tham gia đã sử dụng cụm từ "Đài Bắc Trung Hoa", như tại Ủy ban Olympic quốc tế.

## Bối cảnh lịch sử
Chính phủ Trung Hoa Dân Quốc đã tham gia Hội nghị Moskva 1943, Hội nghị Dumbarton Oaks và Hội nghị Liên Hợp Quốc về một tổ chức quốc tế và là thành viên hiến chương của Liên Hợp Quốc sau khi tham gia vào phe chiến thắng trong Chiến tranh Thế giới thứ hai. Năm 1949, những người Quốc Dân Đảng thua cuộc trong Nội chiến Trung Quốc ở Trung Quốc đại lục và rút về Đài Loan. Mặc dù bị mất phần lớn lãnh thổ, Trung Hoa Dân Quốc vẫn tiếp tục được Liên Hợp Quốc và nhiều quốc gia phi Cộng sản công nhận là chính phủ hợp pháp của Trung Quốc.
Chính sách đối ngoại của Mỹ từ năm 1950 đến năm 1971 đã kêu gọi sự công nhận và ủng hộ đầy đủ chính phủ Trung Quốc tại Đài Loan. Khi Chiến tranh Triều Tiên (1950-1953) nổ ra, Đài Loan không được phép hỗ trợ quân sự cho Hàn Quốc (Nam Triều Tiên). Tuy nhiên, chính quyền Truman đã nối lại viện trợ kinh tế và quân sự cho Trung Hoa Dân Quốc tại Đài Loan và trung lập hóa eo biển Đài Loan bằng Hạm đội 7 của Hoa Kỳ nhằm ngăn chặn "cuộc xâm lăng" của Đảng Cộng sản Trung Quốc (ĐCS TQ) cũng như cuộc phản công xâm lược đại lục tiềm năng của Trung Hoa Dân Quốc. Năm 1954, một liên minh quân sự Hoa Kỳ và Đài Loan được ký kết do chiến lược Chiến tranh Lạnh của Hoa Kỳ ở Viễn Đông, với quyết tâm không cho phép Lực lượng Tưởng Giới Thạch của Đài Loan tấn công Trung Quốc, do e ngại sẽ gây ra cuộc chiến lớn hơn giữa Hoa Kỳ và Trung Quốc.
Sự hiện diện quân sự của Hoa Kỳ tại Đài Loan bao gồm Nhóm Cố vấn Hỗ trợ Quân sự (MAAG) và Bộ Chỉ huy Phòng thủ Đài Loan của Hoa Kỳ (USTDC). Các đơn vị đáng chú ý khác bao gồm Sư đoàn Không quân 327. Cho đến khi Hoa Kỳ chính thức công nhận Cộng hòa Nhân dân Trung Hoa vào năm 1979, Washington đã cung cấp cho Trung Hoa Dân Quốc các khoản tài trợ dựa trên Đạo luật Hỗ trợ Nước ngoài, Đạo luật An ninh Tương hỗ và Đạo luật Phát triển Quốc tế do Quốc hội Hoa Kỳ ban hành. Một Hiệp ước Phòng thủ Tương hỗ Trung-Mỹ riêng biệt đã được ký kết giữa hai chính phủ Hoa Kỳ và Trung Hoa Dân Quốc vào năm 1954 và kéo dài đến năm 1979.
Tuyên bố của Bộ Ngoại giao Hoa Kỳ vào năm 1959:
Thủ đô lâm thời của Trung Hoa Dân Quốc đặt tại Đài Bắc, Đài Loan kể từ tháng 12 năm 1949; rằng Chính phủ Trung Hoa Dân Quốc thực thi thẩm quyền đối với hòn đảo; rằng chủ quyền Đài Loan đã không được chuyển giao cho Trung Quốc; và rằng Đài Loan không phải là một phần của Trung Quốc với tư cách là một quốc gia, ít nhất là chưa, và không phải cho đến khi và trừ khi các hiệp ước thích hợp được ký kết. Đài Loan có thể được cho là một lãnh thổ hoặc một khu vực do Chính phủ Trung Hoa Dân Quốc chiếm đóng và quản lý, nhưng không được chính thức công nhận là một phần của Trung Hoa Dân Quốc.

### Bị trục xuất khỏi Liên Hợp Quốc
Năm 1971, Liên Hợp Quốc trục xuất Trung Hoa Dân Quốc và chuyển vị trí của Trung Quốc cho Cộng hòa Nhân dân Trung Hoa (CHND Trung Hoa). Ngoài việc đa số quốc gia tạm thời thừa nhận Trung Hoa Dân Quốc trước Nghị quyết 2758 của LHQ, Trung Hoa Dân Quốc đã mất tư cách thành viên của mình trong tất cả các tổ chức liên chính phủ liên quan đến Liên Hợp Quốc. Vì Liên Hợp và các tổ chức liên quan như Tòa án Công lý Quốc tế là những nơi phổ biến nhất để thực thi hiệu quả luật pháp quốc tế và đóng vai trò là cộng đồng quốc tế cho các quốc gia có chủ quyền, nên phần lớn các quốc gia liên kết với phương Tây trong Chiến tranh Lạnh chấm dứt quan hệ ngoại giao với Trung Hoa Dân Quốc và mở quan hệ ngoại giao với CHND Trung Hoa.
Điều 23 và 110 của Hiến chương Liên Hợp Quốc, trong Chương II, đề cập rõ ràng đến Trung Hoa Dân Quốc, nhưng vị trí của "Trung Quốc" hiện do CHND Trung Hoa nắm giữ. Trung Hoa Dân Quốc tiếp tục duy trì các mối quan hệ thực chất bao gồm với hầu hết các tổ chức phi chính phủ tại Liên Hợp Quốc, thêm vào đó là liên quan của UNESCO. Nghị quyết 2758 của Liên Hợp Quốc không ràng buộc luật pháp quốc tế liên quan đến quy chế quốc tế của Trung Hoa Dân Quốc tại Đài Loan và Trung Hoa Dân Quốc tiếp tục tìm kiếm cơ hội gia nhập các cơ quan chuyên trách của Liên Hợp Quốc để trở thành quan sát viên thường trực dưới sự bảo trợ của Nghị quyết 396 của Liên Hợp Quốc, khuyến nghị hợp lệ các câu hỏi tranh luận về sự đại diện của Trung Quốc tại Liên Hợp Quốc.

### Tuyển cử
Cuộc bầu cử Tổng thống trực tiếp đầu tiên được diễn ra vào năm 1996 và đưa ông Lý Đăng Huy lên làm Tổng thống đầu tiên của Đài Loan. Tính đến ngày 4 tháng 5 năm 2015, công dân Đài Loan đủ điều kiện để được ưu đãi về thị thực từ 142 quốc gia và khu vực. Trong bối cảnh ngoại giao và ảnh hưởng, các đồng minh truyền thống và ổn định của Đài Loan bao gồm Hoa Kỳ, Canada, Nhật Bản, Úc và New Zealand. Ngoại giao văn hóa của Đài Loan bao gồm việc thành lập Trung tâm Tài nguyên Đài Loan về Nghiên cứu Trung Quốc năm 2012 tại các trường đại học lớn trên thế giới.

### Hỗ trợ phát triển
Kể từ năm 1950, Đài Loan đã dành ưu tiên cao cho viện trợ quốc tế, khiến các đại diện của họ được chào đón ngay cả ở những quốc gia không có quan hệ ngoại giao chính thức. Các chính sách cung cấp viện trợ hào phóng mà không có các điều kiện trách nhiệm giải trình nghiêm ngặt, đặc biệt là ở các quốc gia đang phát triển ở châu Phi, châu Mỹ Latinh và Nam Thái Bình Dương. Xây dựng danh tiếng là một nhà tài trợ có trách nhiệm và hào phóng đã tạo nên uy tín của họ, đặc biệt là trái ngược với vai trò thao túng của viện trợ nước ngoài trong các chính sách của Trung Quốc, chẳng hạn như Sáng kiến Vành đai và Con đường.
Tính đến năm 2010, cùng với các đồng minh an ninh khác của Hoa Kỳ bao gồm Úc, New Zealand, Nhật Bản và Hàn Quốc trong khu vực Châu Á-Thái Bình Dương với Đạo luật Quan hệ Đài Loan, các quan chức của Đài Loan đã có các chuyến thăm cấp bán chính thức tới Hoa Kỳ ở cả cấp độ chính phủ và chính trị, bao gồm cả sự chỉ đạo quân sự hợp tác giữa Đài Loan và Hoa Kỳ trong các cuộc tập trận chung Hán Quang hàng năm.

### Tổ chức nghiên cứu
Hệ thống chính trị của Đài Loan đã phát triển theo hướng tự do hóa chính trị ngày càng tăng. Đến những năm 1990, Đài Loan có một hệ thống dân chủ với sự cạnh tranh đa đảng, một xã hội dân sự mạnh mẽ và nhiều nhóm lợi ích. Các tổ chức nghiên cứu nổi lên nhờ vào uy tín cao về chuyên môn và nhu cầu cao về ngoại giao không chính thức bị bắt buộc do mất đi sự công nhận ngoại giao chính thức. Các tổ chức nghiên cứu đã đóng một vai trò quan trọng trong việc lập kế hoạch và vận hành các mối quan hệ với các nước trên thế giới.
Các trường đại học, trung tâm nghiên cứu và tổ chức tư vấn ở châu Âu đã phát triển một lĩnh vực học thuật mới về nghiên cứu Đài Loan, đặc biệt là ở châu Âu, vì tình trạng độc nhất của Đài Loan trong hệ thống ngoại giao trên thế giới. Các học giả tham gia có cam kết sâu sắc đối với các nghiên cứu về Đài Loan và đã phát triển mạng lưới học giả trên toàn châu Âu.

## Chính sách

### Kinh tế
GDP của Trung Hoa Dân Quốc vượt trước một số nền kinh tế G20 trước năm 2012.

### Cơ quan chuyên môn tại Liên Hợp Quốc
Là một quốc gia không phải là thành viên của Liên Hợp Quốc, bằng cách tham gia với tư cách là thành viên trong một hoặc nhiều cơ quan chuyên trách của Liên Hợp Quốc và hoạt động trong một hệ thống chính trị song song với Đảng Cộng sản Trung Quốc như trường hợp của Đức và Hàn Quốc khi trước, Đài Loan có cơ hội được cấp cơ chế quan sát viên thường trực trong các tổ chức như Quỹ Tiền tệ Quốc tế và Ngân hàng Thế giới.
Việc tham gia vào Hội nghị Sáng kiến Châu Á Thái Bình Dương cho phép gặp gỡ với Giám đốc Bộ phận Kinh tế và Thống kê của Tổ chức Sở hữu Trí tuệ Thế giới, đơn vị trực tiếp báo cáo với Tổng Giám đốc.

### Bị cô lập
Do "thiếu vắng sự hiểu biết xuyên eo biển" (đồng thuận năm 1992), Trung Hoa Dân Quốc đã bị cô lập quốc tế do áp lực chính trị và kinh tế từ Trung Quốc kể từ những năm 1970. Sự cô lập này vẫn tiếp tục diễn ra dưới thời chính phủ ủng hộ Đài Loan độc lập của Đảng Dân chủ Tiến bộ và Đài Loan không được phép tham dự vào Đại hội đồng Y tế Thế giới, Tổ chức Cảnh sát Hình sự Quốc tế, Tổ chức Hàng không Dân dụng Quốc tế, Quy chế chứng nhận Quy trình Kimberley của Liên Hợp Quốc, các biện pháp quốc tế có thể chống lại các hoạt động của Ủy ban Olympic Đài Bắc Trung Hoa, Liên hoan phim và Giải thưởng Kim Mã (bị tẩy chay), cấm nhà báo Đài Loan có vé vào Liên Hợp Quốc và cũng như các cuộc họp của UNFCCC.

## Tranh chấp quốc tế

Cuộc bỏ phiếu tại Đại hội đồng LHQ về Nghị quyết 2758 (1971) công nhận Cộng hòa Nhân dân Trung Hoa là "đại diện hợp pháp duy nhất của Trung Quốc".
Xanh lá = Ủng hộ, Đỏ = Chống, Xanh dương = Trung lập, Vàng = Không bỏ phiếu, Xám = Không phải thành viên của Liên Hợp Quốc.

Trong những năm 1970, nhiều quốc gia đã chuyển công nhận ngoại giao từ Trung Hoa Dân Quốc sang CHND Trung Hoa, bao gồm Hoa Kỳ, Nhật Bản và Canada. Tháng 10 năm 1971, Nghị quyết 2758 được Đại hội đồng Lieen Hợp Quốc thông qua, trục xuất "đại diện của Tưởng Giới Thạch" và chuyển ghế của Trung Quốc trong Hội đồng Bảo an cho CHND Trung Hoa. Nghị quyết tuyên bố rằng "các đại diện của Chính phủ CHND Trung Hoa là đại diện hợp pháp duy nhất của Trung Quốc tại Liên Hợp Quốc". Tuy nhiên, bản chất suy đoán của Đài Loan và vũ khí hủy diệt hàng loạt vẫn là một vấn đề gây tranh cãi.
Nhiều nỗ lực của Đài Loan để tái gia nhập Liên Hợp Quốc đều không thành công dưới sự phản đối gay gắt của CHND Trung Hoa và bị đe dọa phủ quyết. Tổng thống Trần Thủy Biển của Đài Loan cho rằng Nghị quyết 2758 thay thế Trung Hoa Dân Quốc bằng CHND Trung Hoa vào năm 1971 chỉ giải quyết câu hỏi chiếc ghế Trung Quốc tại Liên Hợp Quốc của ai, chứ không phải liệu có thể tạo ra một ghế bổ sung cho khu vực Đài Loan để đại diện 23 triệu người đang sống trên đảo Đài Loan và các đảo lân cận.
Kể từ những năm 1970, CHND Trung Hoa và Đài Loan đã tranh chấp nhau để được các quốc gia trên thế giới công nhận về mặt ngoại giao, thường bằng cách cung cấp viện trợ tài chính cho các nước nghèo. Như một điều kiện tiên quyết cho quan hệ ngoại giao, CHND Trung Hoa yêu cầu quốc gia kia từ bỏ bất kỳ sự công nhận nào đối với Trung Hoa Dân Quốc. Kể từ khi đưa ra chính sách "ngoại giao thực dụng" (務實外交; Wùshí wàijiāo) vào năm 1991, Trung Hoa Dân Quốc đã không khăng khăng mình là đại diện duy nhất của Trung Quốc và không yêu cầu các quốc gia khác công nhận nước này sẽ phải chấm dứt quan hệ với CHND Trung Hoa. Ví dụ, khi St. Lucia công nhận Đài Loan vào năm 2007, lãnh đạo của nước này bày tỏ hy vọng rằng mối quan hệ của St Lucia với CHND Trung Hoa sẽ tiếp tục. Tuy nhiên, CHND Trung Hoa không chấp nhận và đình chỉ quan hệ với các nước đó.
Ngoài ra, Trung Hoa Dân Quốc còn đang tranh chấp phức tạp về quyền kiểm soát quần đảo Trường Sa với Trung Quốc, Malaysia, Philippines, Việt Nam và Brunei; và trên quần đảo Hoàng Sa, do Trung Quốc chiếm đóng, nhưng Việt Nam và Trung Hoa Dân Quốc tuyên bố chủ quyền. Chính phủ Trung Hoa Dân Quốc cũng tuyên bố chủ quyền đối với quần đảo Senkaku với Nhật Bản.

## Quan hệ ngoại giao

### Quan hệ ngoại giao chính thức

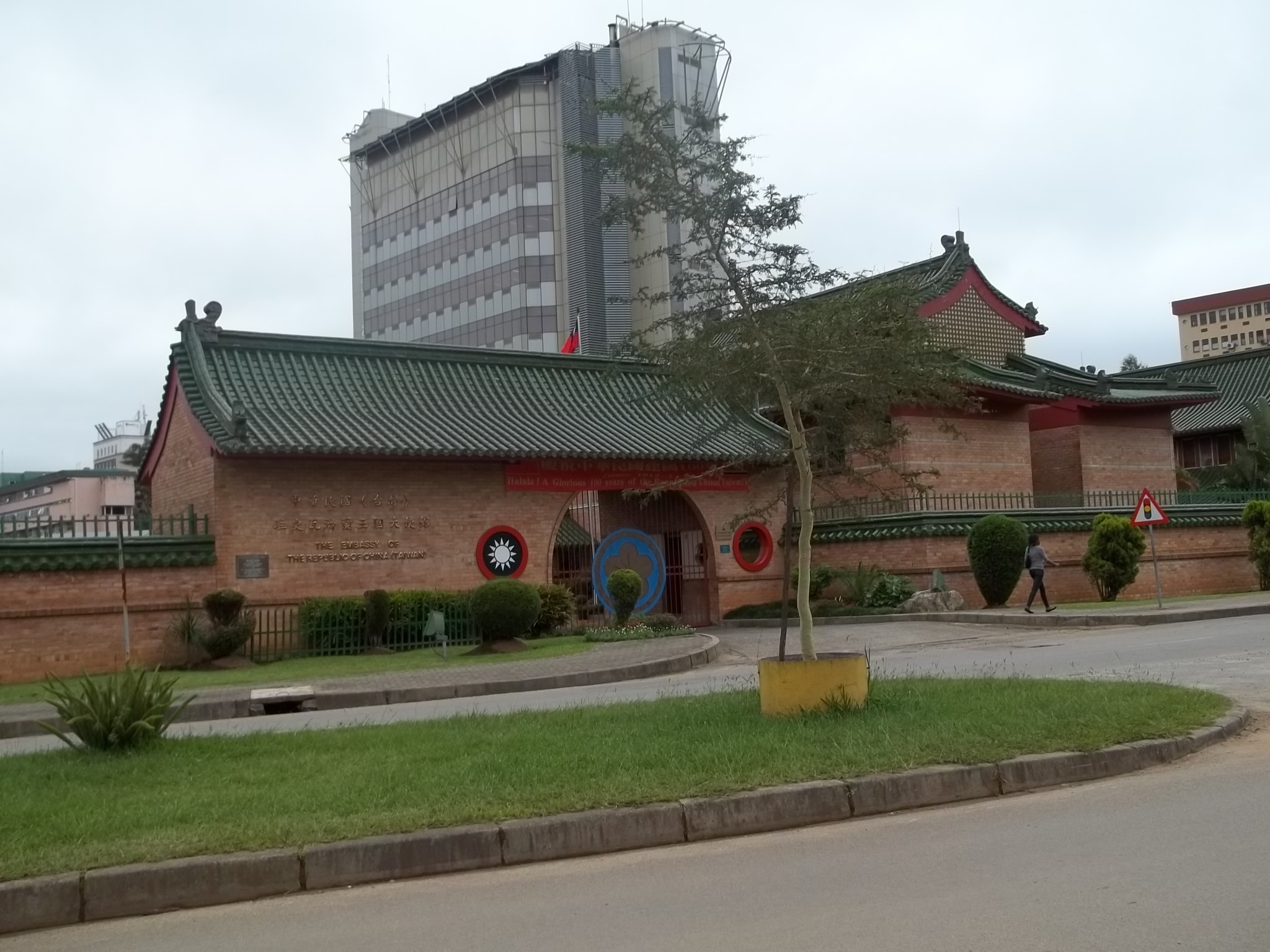
Một đại sứ quán của Trung Hoa Dân Quốc (Đài Loan) ở Mbabane, Eswatini

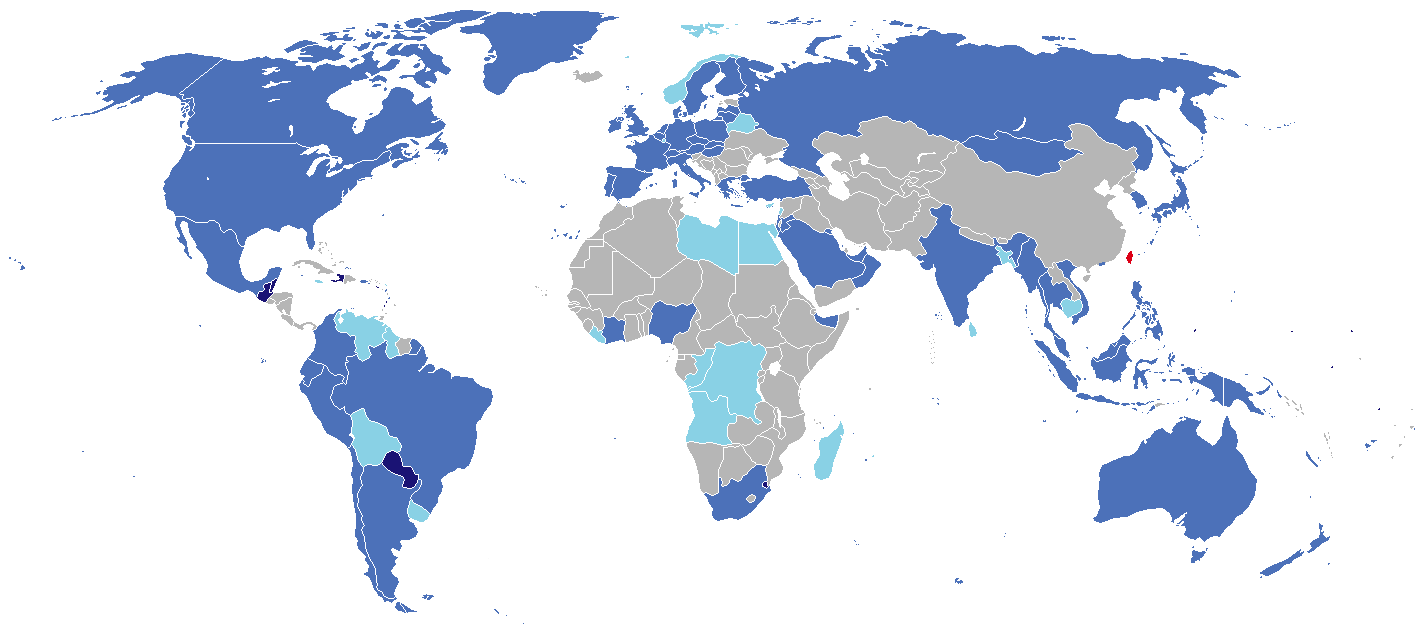
Khu vực kiểm soát của Trung Hoa Dân Quốc (Đài Loan).
Các quốc gia có Đại sứ quán tại Trung Hoa Dân Quốc (Đài Loan).
Các quốc gia hoặc vùng lãnh thổ có văn phòng đại diện tại Trung Hoa Dân Quốc (Đài Loan).
Các quốc gia hoặc vùng lãnh thổ có văn phòng đại diện nhưng đã bị hủy bỏ.

Đài Loan hiện đang duy trì quan hệ ngoại giao chính thức với 13 quốc gia có chủ quyền, 12 trong số đó là thành viên của Liên Hợp Quốc và một quốc gia có chủ quyền còn lại là Tòa Thánh (Thành Vatican), một quan sát viên của Đại hội đồng Liên Hợp Quốc.
| Quốc gia/Vùng lãnh thổ      | Châu lục       | Khu vực     | Năm đặt quan hệ |
| --------------------------- | -------------- | ----------- | --------------- |
| Belize                      | Châu Mỹ        | Trung Mỹ    | 1989            |
| Eswatini                    | Châu Phi       | Nam Phi     | 1968            |
| Guatemala                   | Châu Mỹ        | Trung Mỹ    | 1933            |
| Haiti                       | Châu Mỹ        | Vùng Caribe | 1956            |
| Tòa Thánh (Thành Vatican)   | Châu Âu        | Nam Âu      | 1942            |
| Quần đảo Marshall           | Châu Đại Dương | Micronesia  | 1998            |
| Nauru                       | Châu Đại Dương | Micronesia  | 1980–2002, 2005 |
| Palau                       | Châu Đại Dương | Micronesia  | 1999            |
| Paraguay                    | Châu Mỹ        | Nam Mỹ      | 1957            |
| Saint Kitts và Nevis        | Châu Mỹ        | Vùng Caribe | 1983            |
| Saint Lucia                 | Châu Mỹ        | Vùng Caribe | 1984–1997, 2007 |
| Saint Vincent và Grenadines | Châu Mỹ        | Vùng Caribe | 1981            |
| Tuvalu                      | Châu Đại Dương | Polynesia   | 1979            |

### Các cơ quan đại diện phi ngoại giao

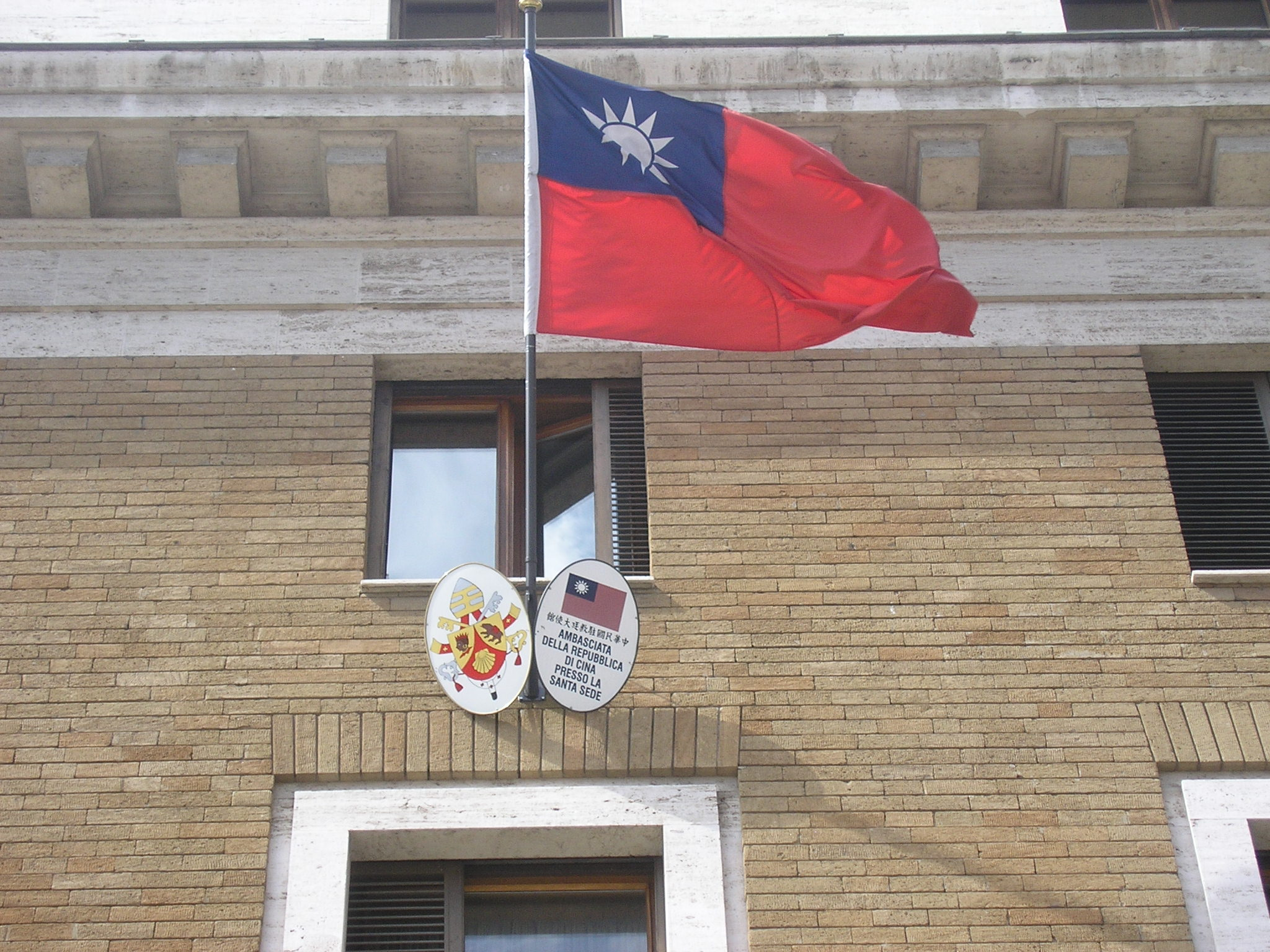
Văn phòng đại diện của Đài Loan tại Tòa Thánh nhưng được đặt tại Roma của Ý.

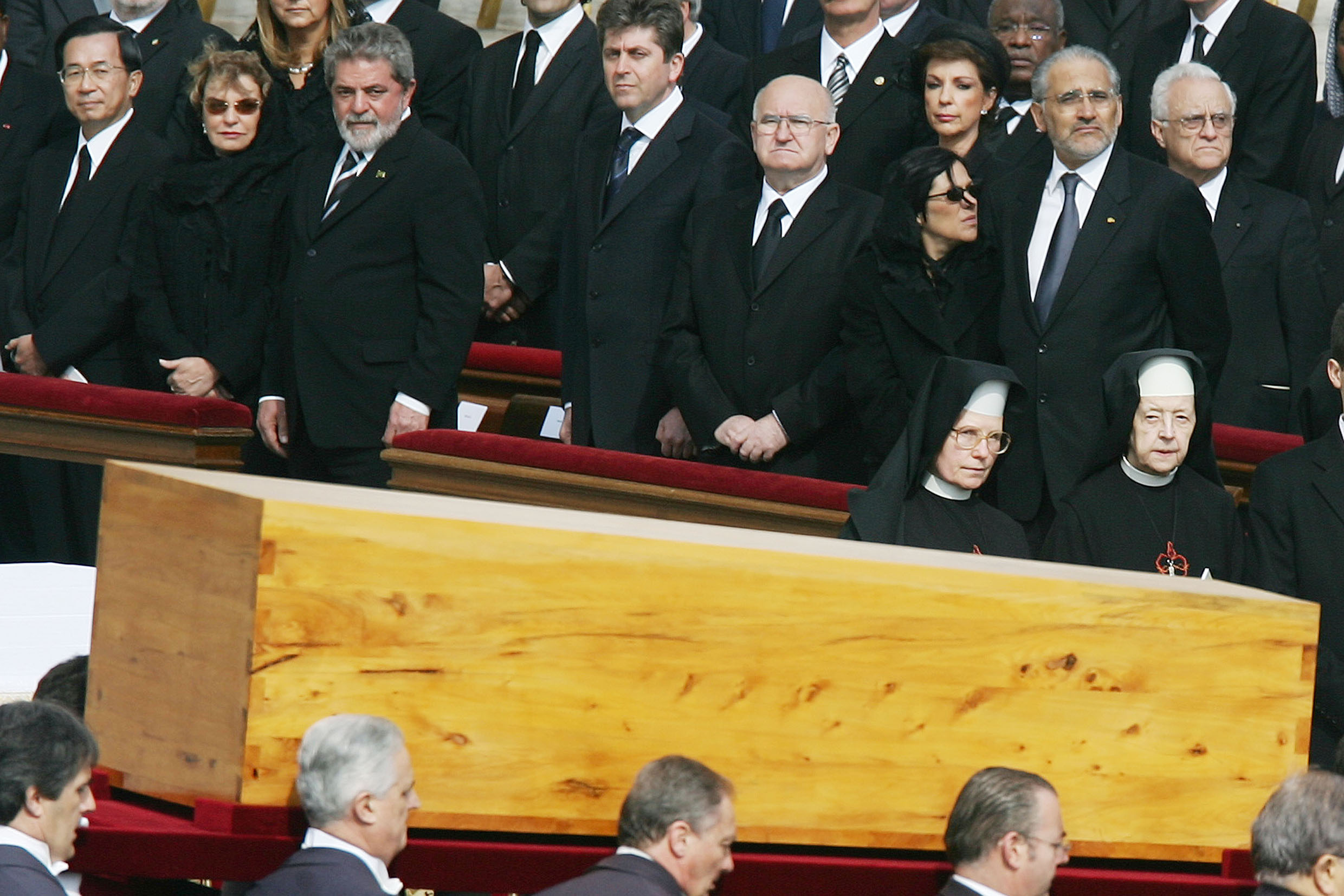
Tổng thống Trần Thủy Biển (ngoài cùng bên trái) đã tham dự lễ tang của Giáo hoàng John Paul II với tư cách là nguyên thủ quốc gia Trung Quốc được Tòa Thánh công nhận.

Một số quốc gia có quan hệ ngoại giao chính thức CHND Trung Hoa nhưng cũng duy trì một số hình thức quan hệ ngoại giao không chính thức với Đài Loan bao gồm 59 quốc gia có chủ quyền, 3 vùng lãnh thổ phụ thuộc hoặc gần như phụ thuộc và Liên minh châu Âu.
Các quan hệ ngoại giao không chính thức thường liên quan đến "Văn phòng Kinh tế, Thương mại và Văn hóa" tại Đài Loan của các quốc gia đối tác, cũng như các "Văn phòng đại diện Đài Bắc/Đài Loan/Trung Hoa Dân Quốc" tương ứng cho đại diện của Đài Loan tại quốc gia đối tác. Các văn phòng không chính thức này thường hoạt động như các đại sứ quán mặc dù tên không phải là vậy. Ví dụ, Hiệp hội Hoa Kỳ tại Đài Loan hoạt động như một đại sứ quán trên thực tế, với chủ tịch và các nhân viên hoạt động như các viên chức lãnh sự không chính thức của chính phủ, những người thực hiện nhiệm vụ mà các đại sứ quán chính thức sẽ đảm nhận.

Nhiều quốc gia cũng có văn phòng đại diện của Đài Loan nhưng không có văn phòng đại diện tại Đài Loan hoặc ngược lại như Luxembourg, có văn phòng đại diện tại Đài Loan nhưng không có văn phòng đại diện của Đài Loan trên lãnh thổ; quyền lợi của công dân Đài Loan tại Luxembourg sẽ do Văn phòng Đại diện Đài Bắc tại EU hoặc Bỉ thực hiện.
Đài Loan cũng có quan hệ ngoại giao không chính thức với Hồng Kông và Ma Cao, mặc dù cả hai đều là đặc khu hành chính của CHND Trung Hoa. Về mặt lý thuyết, Hồng Kông và Ma Cao là các lãnh thổ không thể tách rời của CHND Trung Hoa, được quản lý theo khuôn khổ "một quốc gia, hai chế độ". Điều này có nghĩa Đài Loan có quan hệ không chính thức với các bộ phận của CHND Trung Hoa nhưng không phải là CHND Trung Hoa.
Đài Loan có quan hệ không chính thức nhưng chặt chẽ với Somaliland, một quốc gia tự xưng ở vùng Sừng châu Phi, bị yêu sách là lãnh thổ của nước láng giềng Somalia, trong tình trạng tương tự như với tranh chấp chủ quyền của Đài Loan với Trung Quốc.
Đài Loan có duy trì một "Văn phòng Kinh tế và Văn hóa Đài Loan" tại Guam, một lãnh thổ bên ngoài của Hoa Kỳ nằm ở Châu Đại Dương.
Năm 2021, Litva thông báo sẽ mở văn phòng đại diện không chính thức tại Đài Loan và Đài Loan cũng thông báo sẽ mở văn phòng đại diện không chính thức tại Litva. Văn phòng Litva sẽ mở cửa vào mùa thu năm 2021. Sau đó, quan hệ giữa Litva và CHND Trung Hoa đồng thời trở nên xấu đi.
Một số quốc gia có quan hệ ngoại giao không chính thức gián tiếp với Đài Loan thông qua các quốc gia ủy nhiệm của bên thứ ba. Ví dụ, Văn phòng Liên lạc Đài Bắc tại Cộng hòa Nam Phi phục vụ lợi ích của Đài Loan trên một số lượng lớn các quốc gia ở Châu Phi mà không có bất kỳ kênh liên lạc nào với Đài Loan.
| Châu Phi (4 quốc gia) - Bờ Biển Ngà - Nigeria - Nam Phi - Somaliland |

Châu Á (20 quốc gia và 2 vùng lãnh thổ)
- Bahrain
- Brunei
- Trung Quốc (không có quan hệ trực tiếp với Trung Hoa Dân Quốc)
  -  Hồng Kông (Đặc khu hành chính của CHND Trung Hoa)
  -  Ma Cao (Đặc khu hành chính của CHND Trung Hoa)
- Ấn Độ
- Indonesia
- Israel
- Nhật Bản
- Jordan
- Kuwait
- Malaysia
- Mông Cổ
- Myanmar
- Oman
- Philippines
- Ả Rập Xê Út
- Singapore
- Hàn Quốc
- Thái Lan
- Thổ Nhĩ Kỳ
- UAE
- Việt Nam

Châu Âu (23 quốc gia và 1 liên minh)
- Liên minh châu Âu (Liên minh)
  -  Áo
  -  Bỉ
  -  Cộng hòa Séc
  -  Đan Mạch
  -  Phần Lan
  -  Pháp[66]
  -  Đức
  -  Greece [67]
  -  Hungary
  -  Ireland
  -  Ý
  -  Latvia

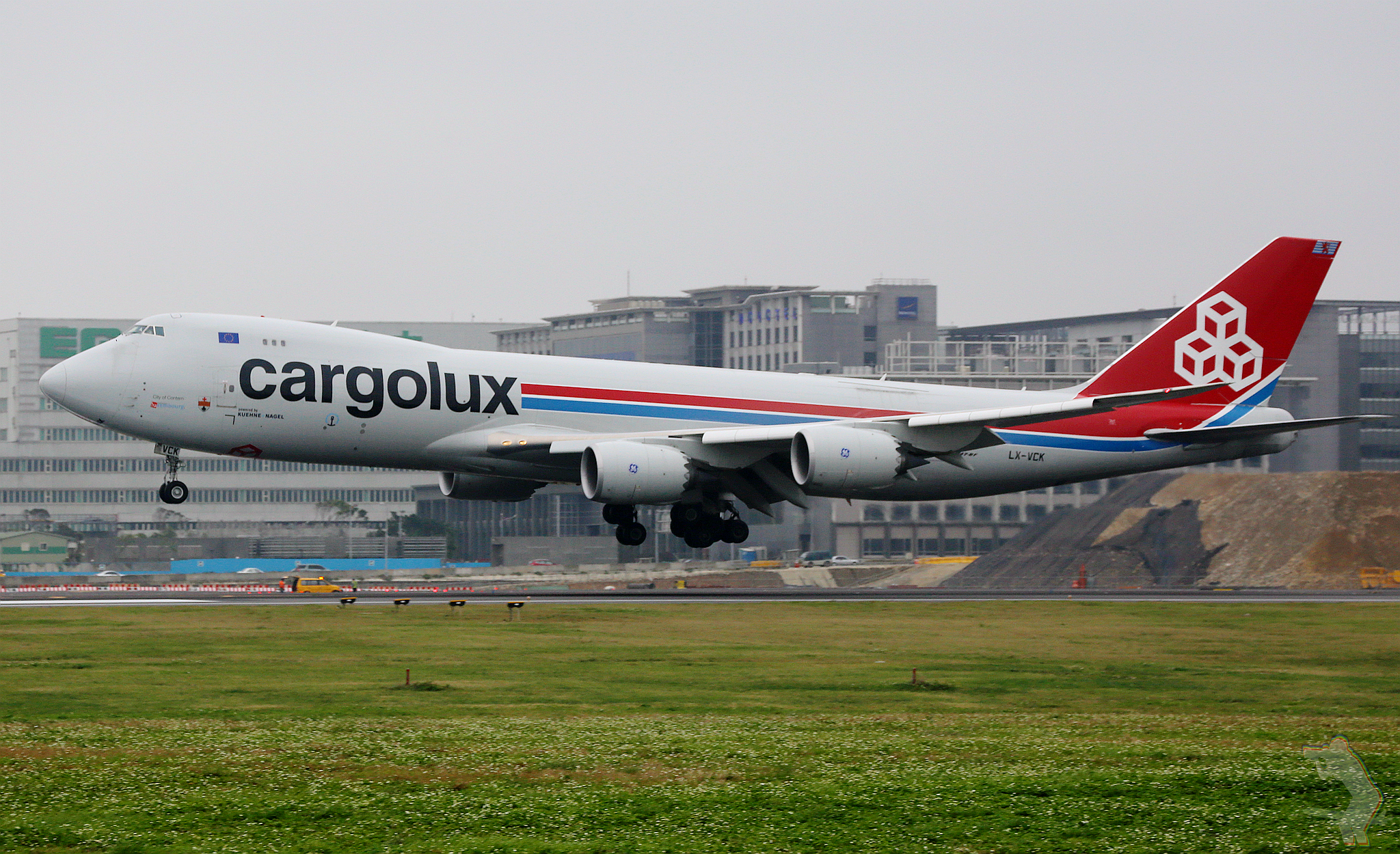
Máy bay Luxembourg ở Đài Loan.

  -  Litva (Văn phòng Đài Loan được mở vào tháng 11 năm 2021, quốc gia đầu tiên trên thế giới sử dụng cụm từ "Đài Loan").[68]
  -  Luxembourg (có văn phòng tại Đài Bắc, Đài Bắc không có văn phòng tại Luxembourg; đại diện thông qua Bỉ và EU)[59]
  -  Hà Lan
  -  Ba Lan
  -  Bồ Đào Nha
  -  Slovakia (có Văn phòng Kinh tế và Văn hóa tại Đài Bắc, Đài Loan có Văn phòng Đại diện tại Bratislava)
  -  Tây Ban Nha
  -  Thụy Điển
- Nga
- Thụy Sĩ
- Anh Quốc

Châu Mỹ (9 quốc gia)
- Canada
- México
- Hoa Kỳ
- Argentina
- Brasil
- Chile
- Colombia
- Ecuador
- Perú

Châu Đại Dương (4 quốc gia và 1 vùng lãnh thổ)
- Úc
- Fiji
- Guam (Lãnh thổ Hoa Kỳ)
- New Zealand
- Papua New Guinea

### Không có đại diện ngoại giao
Các quốc gia sau đây công nhận Bắc Kinh và không có cơ quan đại diện nào ở Đài Loan (bao gồm mọi cơ quan đại diện phi chính trị, phi ngoại giao, phi chính phủ):
Châu Phi (50 quốc gia)
- Algeria
- Angola
- Benin
- Botswana
- Burkina Faso
- Burundi
- Cameroon
- Cape Verde
- Central African Republic
- Chad
- Comoros
- Democratic Republic of the Congo
- Djibouti
- Egypt
- Equatorial Guinea
- Eritrea
- Ethiopia
- Gabon
- Gambia
- Ghana
- Guinea
- Guinea-Bissau
- Kenya
- Lesotho
- Liberia
- Libya
- Madagascar
- Malawi
- Mali
- Mauritania
- Mauritius
- Morocco
- Mozambique
- Namibia
- Niger
- Republic of the Congo
- Rwanda
- Sao Tome and Principe
- Senegal
- Seychelles
- Sierra Leone
- Somalia
- South Sudan
- Sudan
- Tanzania
- Togo
- Tunisia
- Uganda
- Zambia
- Zimbabwe

Châu Á (25 quốc gia)
- Afghanistan
- Armenia
- Azerbaijan
- Bangladesh
- Cambodia
- East Timor
- Georgia
- Iran
- Iraq
- Kazakhstan
- Kyrgyzstan
- Laos
- Lebanon
- Maldives
- Nepal
- North Korea
- Pakistan
- Palestine
- Qatar
- Sri Lanka
- Syria
- Tajikistan
- Turkmenistan
- Uzbekistan
- Yemen

Châu Âu (21 quốc gia)
- Albania
- Andorra
- Belarus
- Bosnia and Herzegovina
- Bulgaria
- Croatia
- Cyprus
- Estonia
- Iceland
- Liechtenstein
- Malta
- Moldova
- Monaco
- Montenegro
- North Macedonia
- Norway
- Romania
- San Marino
- Serbia
- Slovenia
- Ukraine

Châu Mỹ (18 quốc gia)
- Antigua and Barbuda
- Bahamas
- Barbados
- Costa Rica
- Cuba
- Dominica
- Dominican Republic
- El Salvador
- Grenada
- Jamaica
- Nicaragua
- Panama
- Trinidad and Tobago
- Bolivia
- Guyana
- Suriname
- Uruguay
- Venezuela

Châu Đại Dương (8 quốc gia)
- Cook Islands (Quốc gia bán chủ quyền liên kết với New Zealand)
- Kiribati
- Micronesia
- Niue (Quốc gia bán chủ quyền liên kết với New Zealand)
- Samoa
- Solomon Islands
- Tonga
- Vanuatu

### Không có quan hệ với Đài Loan lẫn CHND Trung Hoa
Một số quốc gia hoặc thực thể có chủ quyền không có quan hệ ngoại giao chính thức với Đài Loan hoặc CHND Trung Hoa, bao gồm 8 quốc gia được công nhận hạn chế, 1 quốc gia thành viên của Liên Hợp Quốc và 1 thực thể chủ quyền phi lãnh thổ (Dòng Chiến sĩ Toàn quyền Malta).
Trong số 8 quốc gia bị hạn chế công nhận không có quan hệ ngoại giao đầy đủ với Đài Loan, một trong số đó là Somaliland, có quan hệ không chính thức nhưng chặt chẽ với Đài Loan, trong khi một quốc gia khác, Kosovo, đã được Đài Loan đơn phương công nhận nhưng ngược lại không công nhận Đài Loan. 6 quốc gia khác với sự công nhận hạn chế đều bị Đài Loan phớt lờ về mặt ngoại giao.
Dòng Chiến sĩ Toàn quyền Malta là một thực thể chủ quyền phi lãnh thổ; tự tuyên bố và không kiểm soát lãnh thổ, không coi mình là một quốc gia nhưng nó tự coi mình có chủ quyền. Dòng Hiệp sĩ Malta có duy trì mối quan hệ ngoại giao với 110 quốc gia có chủ quyền (bao gồm cả Tòa Thánh), quan hệ chính thức với 5 quốc gia có chủ quyền khác và quan hệ cấp đại sứ với Liên minh châu Âu và Nhà nước Palestine. Dòng Hiệp sĩ Malta không duy trì quan hệ ngoại giao với Đài Loan hoặc CHND Trung Hoa. Mặc dù không quan hệ ngoại giao với Đài Loan nhưng vẫn tham gia hỗ trợ Đài Loan trong Đại hội đồng Y tế Thế giới trực thuộc Liên Hợp Quốc vào thời điểm đại dịch COVID-19.
Bhutan là quốc gia thành viên duy nhất của Liên Hợp Quốc không có quan hệ ngoại giao với Đài Loan hoặc CHND Trung Hoa, mặc dù Đài Loan đã đơn phương công nhận chủ quyền của Bhutan.
| Quốc gia hoặc Thực thể | Được Đài Loan công nhận | Quan hệ không chính thức | Ghi chú |
| ---------------------- | ----------------------- | ------------------------ | --- |
| Abkhazia               | Không                   | Không                    | Hiện được công nhận bởi 6 nước thành viên Liên Hợp Quốc và 3 quốc gia không phải thành viên Liên Hợp Quốc. Được Gruzia yêu sách chủ quyền.  |
| Bhutan                 | Có                      | Không                    | Quốc gia thành viên Liên Hợp Quốc. |
| Kosovo                 | Có                      | Không                    | Đài Loan công nhận Kosovo là một quốc gia có chủ quyền.                                                                                     |
| Northern Cyprus        | Không                   | Không                    | Được công nhận bởi Thổ Nhĩ Kỳ. Síp yêu sách chủ quyền.                                                                                      |
| Somaliland             | Có                      | Có                       | Đài Loan và Somaliland cùng thành lập văn phòng đại diện vào ngày 1 tháng 7 năm 2020.                                                       |
| SMOM                   | Có                      | Không                    | Thực thể không có chủ quyền lãnh thổ. Không có lập trường về chủ quyền của Đài Loan. Trung lập với Đài Loan.                                |
| South Ossetia          | Không                   | Không                    | Được công nhận bởi 5 quốc gia thành viên Liên Hợp Quốc và 4 quốc gia không phải là thành viên của Liên Hợp Quốc. Gruzia yêu sách chủ quyền. |
| Transnistria           | Không                   | Không                    | |
| Tây Sahara             | Không                   | Không                    | Quốc gia tự xưng "Cộng hòa Ả Rập Sahrawi Dân chủ".                                                                                          |

### Chuyển quan hệ ngoại giao từ Trung Hoa Dân Quốc sang CHND Trung Hoa

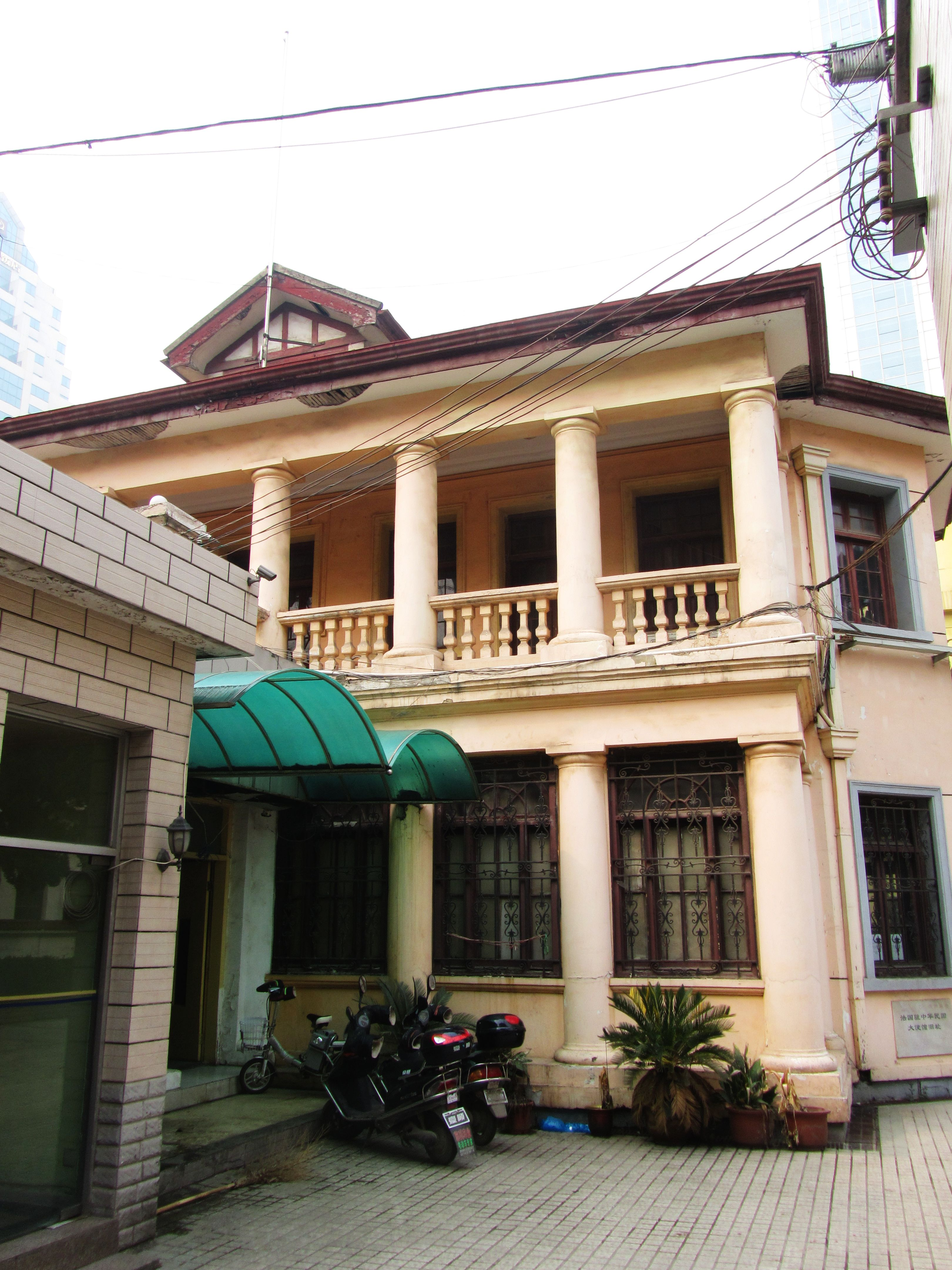
Nguyên Đại sứ quán Pháp tại Trung Hoa Dân Quốc ở Nam Kinh

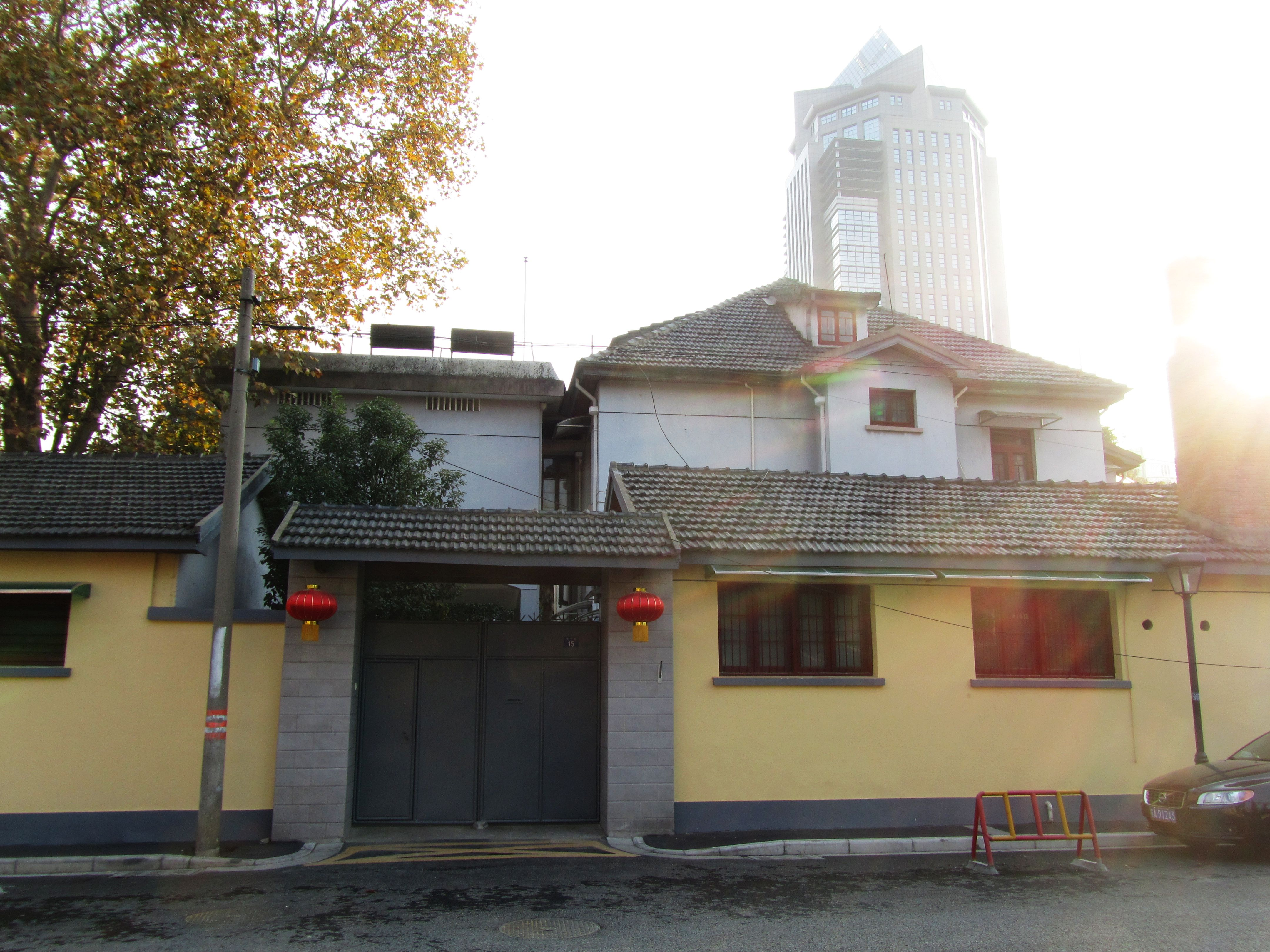
Nguyên Đại sứ quán Mexico tại Trung Hoa Dân Quốc ở Nam Kinh

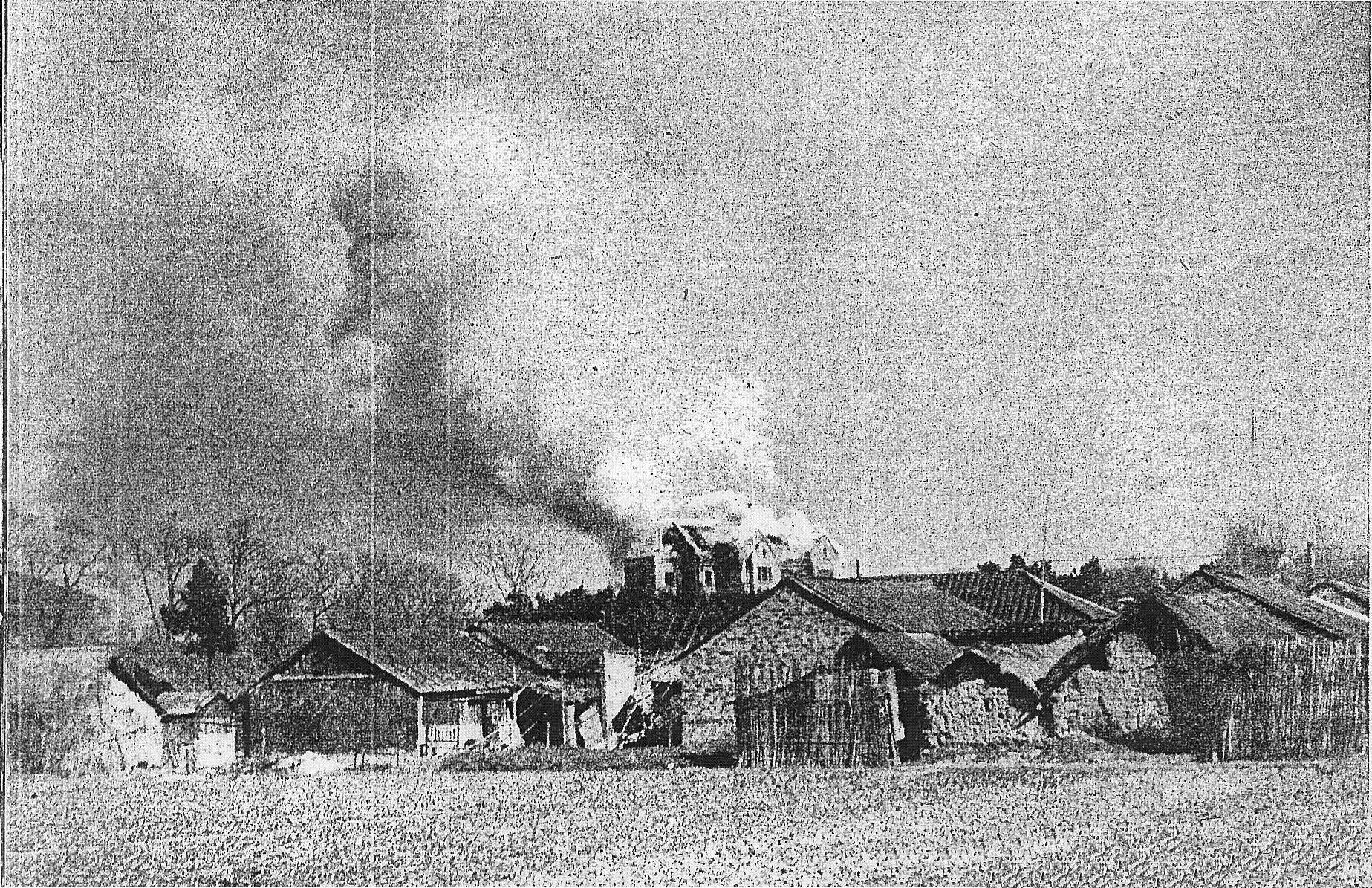
Nguyên Đại sứ quán Liên Xô tại Trung Hoa Dân Quốc ở Nam Kinh

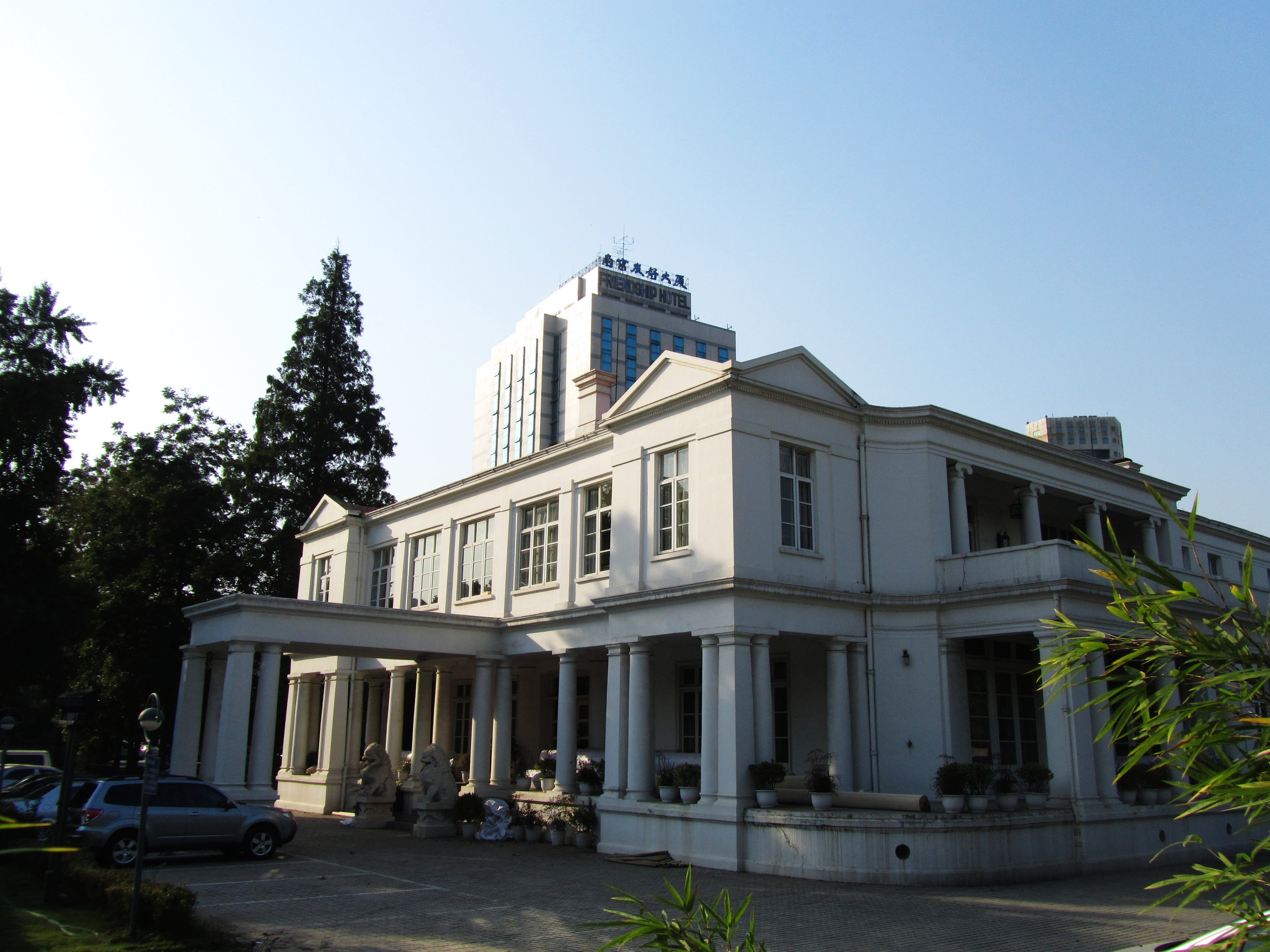
Nguyên Đại sứ quán Vương quốc Anh tại Trung Hoa Dân Quốc ở Nam Kinh

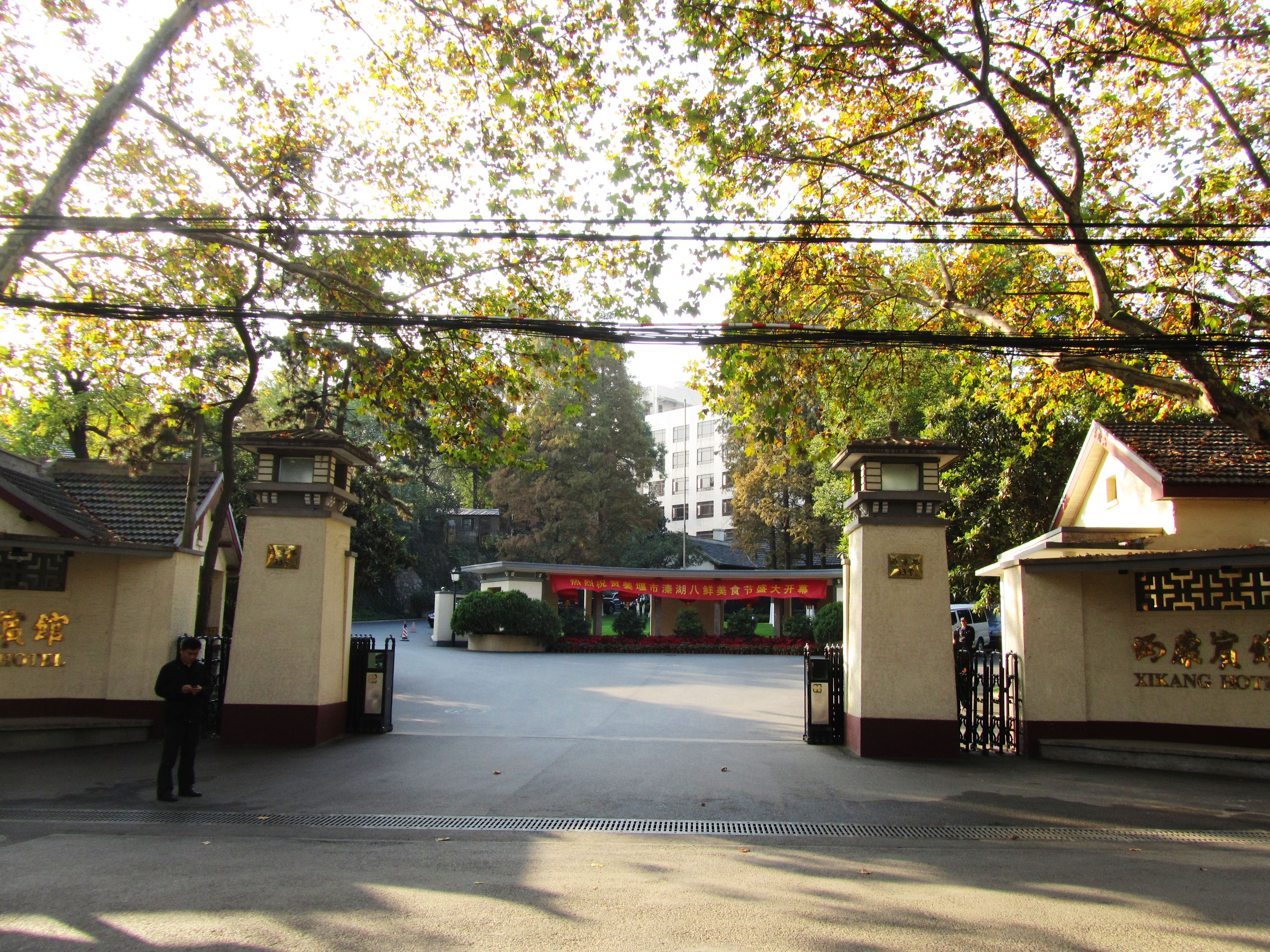
Nguyên Đại sứ quán Mỹ tại Trung Hoa Dân Quốc ở Nam Kinh

Giới học thuật Đài Loan tuyên bố rằng nếu bất kỳ quốc gia nào chuyển quan hệ ngoại giao sang CHND Trung Hoa, nó sẽ tạo ra hiệu ứng domino, khuyến khích các quốc gia khác làm như vậy. Tòa Thánh  (Thành Vatican), quốc gia châu Âu duy nhất có quan hệ ngoại giao với Đài Loan đã nỗ lực vào năm 2007 để đặt quan hệ chính thức với CHND Trung Hoa. Các giám mục cấp cao trong Giáo hội Công giáo ngụ ý rằng một động thái ngoại giao như vậy là có thể thực hiện được, dựa trên việc CHND Trung Hoa cho phép tự do tôn giáo nhiều hơn và ít can thiệp hơn vào hệ thống cấp bậc của Giáo hội Công giáo Trung Quốc.
|                              | Thời gian chuyển quan hệ ngoại giao | Thời gian chuyển quan hệ ngoại giao |
| Quốc gia                     | Từ                                  | Đến                                 |
| ---------------------------- | ----------------------------------- | ----------------------------------- |
| Afghanistan                  | 1944                                | 1950                                |
| Argentina                    | 1945                                | 1972                                |
| Australia                    | 1941                                | 1972                                |
| Austria                      | 1928                                | 1971                                |
| Barbados                     | 1967                                | 1977                                |
| Bahamas                      | 1989                                | 1997                                |
| Bỉ                           | 1928                                | 1971                                |
| Bolivia                      | 1919                                | 1985                                |
| Botswana                     | 1966                                | 1974                                |
| Brazil                       | 1928                                | 1974                                |
| Bulgaria                     | 1947                                | 1949                                |
| Burkina Faso                 | 1961                                | 1973, 1994-2018                     |
| Burma                        | 1948                                | 1950                                |
| Campuchia                    | 1953                                | 1958, 1970-1975                     |
| Cameroon                     | 1960                                | 1971                                |
| Canada                       | 1941                                | 1970                                |
| Cộng hòa Trung Phi           | 1962                                | 1964, 1968-1976, 1991-1998          |
| Ceylon                       | 1948                                | 1950                                |
| Ivory Coast                  | 1963                                | 1983                                |
| Chad                         | 1962                                | 1972, 1997-2006                     |
| Chile                        | 1915                                | 1971                                |
| Colombia                     | 1941                                | 1980                                |
| Congo-Brazzaville            | 1960                                | 1964                                |
| DR Congo                     | 1960                                | 1973                                |
| Costa Rica                   | 1941                                | 2007                                |
| Cuba                         | 1913                                | 1960                                |
| Cyprus                       | 1960                                | 1972                                |
| Czechoslovakia               | 1930                                | 1949                                |
| Dahomey                      | 1960                                | 1965, 1966-1973                     |
| Đan Mạch                     | 1928                                | 1950                                |
| Dominica                     | 1983                                | 2004                                |
| Cộng hòa Dominican           | 1941                                | 2018                                |
| Ecuador                      | 1946                                | 1971                                |
| Egypt                        | 1942                                | 1956                                |
| El Salvador                  | 1941                                | 2018                                |
| Estonia                      | 1937                                | 1940                                |
| Phần Lan                     | 1919                                | 1944                                |
| Pháp                         | 1928                                | 1964                                |
| Gabon                        | 1960                                | 1974                                |
| Gambia                       | 1968                                | 1974, 1995-2013                     |
| Đức (Cộng hòa Liên bang Đức) | 1955                                | 1972                                |
| Hy Lạp                       | 1929                                | 1972                                |
| Grenada                      | 1989                                | 2005                                |
| Guinea-Bissau                | 1990                                | 1998                                |
| Ấn Độ                        | 1947                                | 1949                                |
| Iran                         | 1920                                | 1971                                |
| Iraq                         | 1942                                | 1958                                |
| Italy                        | 1928                                | 1970                                |
| Jamaica                      | 1962                                | 1972                                |
| Nhật Bản                     | 1930                                | 1937, 1952-1972                     |
| Jordan                       | 1957                                | 1977                                |
| Kiribati                     | 2003                                | 2019                                |
| Kuwait                       | 1963                                | 1971                                |
| Lào                          | 1958                                | 1962                                |
| Latvia                       | 1936                                | 1940, 1992-1994                     |
| Lebanon                      | 1954                                | 1971                                |
| Lesotho                      | 1966                                | 1983, 1990-1994                     |
| Liberia                      | 1957                                | 1977, 1989-1993, 1997-2003          |
| Libya                        | 1959                                | 1978                                |
| Luxembourg                   | 1949                                | 1972                                |
| Bắc Macedonia                | 1999                                | 2001                                |
| Madagascar                   | 1960                                | 1972                                |
| Malawi                       | 1966                                | 2008                                |
| Malaysia                     | 1964                                | 1974                                |
| Maldives                     | 1966                                | 1972                                |
| Malta                        | 1967                                | 1972                                |
| Mauritania                   | 1960                                | 1965                                |
| Mexico                       | 1928                                | 1971                                |
| Hà Lan                       | 1928                                | 1950                                |
| New Zealand                  | 1912                                | 1972                                |
| Nicaragua                    | 1930                                | 1985, 1990-2021                     |
| Niger                        | 1963                                | 1974, 1992-1996                     |
| Na Uy                        | 1928                                | 1950                                |
| Pakistan                     | 1947                                | 1950                                |
| Panama                       | 1912                                | 2017                                |
| Peru                         | 1913                                | 1971                                |
| Philippines                  | 1947                                | 1975                                |
| Ba Lan                       | 1929                                | 1949                                |
| Bồ Đào Nha                   | 1928                                | 1975                                |
| Papua New Guinea             | 5 tháng 8 năm 1999                  | 21 tháng 8 năm 1999                 |
| Romania                      | 1939                                | 1949                                |
| Rwanda                       | 1962                                | 1972                                |
| São Tomé và Príncipe         | 1997                                | 2016                                |
| Ả Rập Xê Út                  | 1946                                | 1990                                |
| Senegal                      | 1960                                | 1964, 1969-1972, 1996-2005          |
| Sierra Leone                 | 1963                                | 1971                                |
| Solomon Islands              | 1983                                | 2019                                |
| Nam Phi                      | 1912                                | 1998                                |
| Hàn Quốc                     | 1949                                | 1992                                |
| Việt Nam Cộng hòa            | 1955                                | 1975                                |
| Liên Xô                      | 1929                                | 1949                                |
| Tây Ban Nha                  | 1928                                | 1973                                |
| Thụy Điển                    | 1928                                | 1950                                |
| Thụy Sĩ                      | 1913                                | 1950                                |
| Thái Lan                     | 1946                                | 1975                                |
| Togo                         | 1960                                | 1972                                |
| Tonga                        | 1972                                | 1998                                |
| Thổ Nhĩ Kỳ                   | 1934                                | 1971                                |
| Vương quốc Anh               | 1928                                | 1950                                |
| Hoa Kỳ                       | 1928                                | 1979                                |
| Uruguay                      | 1957                                | 1988                                |
| Vanuatu                      | 3 tháng 11 năm 2004                 | 10 tháng 11 năm 2004                |
| Venezuela                    | 1941                                | 1974                                |
| Western Samoa                | 1972                                | 1975                                |
| Yugoslavia                   | 1945                                | 1955                                |

1. ↑  Mối quan hệ ngoại giao giữa Việt Nam Cộng Hòa và Đài Loan chấm dứt sau khi chính phủ này sụp đổ vào năm 1975.
2. ↑  Công nhận kéo dài bảy ngày. Bắt đầu vào ngày 3 tháng 11, thỏa thuận được rút lại vào ngày 10 tháng 11.

### Các quốc gia chỉ đặt quan hệ ngoại giao với CHND Trung Hoa
| Quốc gia                             | Năm công nhận CHND Trung Hoa      |
| ------------------------------------ | --------------------------------- |
| Albania                              | 1949                              |
| Algeria                              | 1962                              |
| Andorra                              | 1994                              |
| Angola                               | 1982                              |
| Antigua và Barbuda                   | 1983                              |
| Armenia                              | 1992                              |
| Azerbaijan                           | 1992                              |
| Bahrain                              | 1989                              |
| Bangladesh                           | 1975                              |
| Belarus                              | 1992                              |
| Bosnia-Herzegovina                   | 1995                              |
| Brunei                               | 1991                              |
| Burundi                              | 1963                              |
| Cape Verde                           | 1976                              |
| Comoros                              | 1975                              |
| Quần đảo Cook                        | 1997                              |
| Croatia                              | 1992                              |
| Djibouti                             | 1979                              |
| Cộng hòa Dân chủ Đức                 | 1949                              |
| Guinea Xích đạo                      | 1970                              |
| Eritrea                              | 1993                              |
| Ethiopia                             | 1970                              |
| Fiji                                 | 1975                              |
| Georgia                              | 1992                              |
| Ghana                                | 1957                              |
| Guyana                               | 1972                              |
| Hungary                              | 1949                              |
| Iceland                              | 1971                              |
| Indonesia                            | 1950                              |
| Ireland                              | 1979                              |
| Israel                               | 1950                              |
| Kazakhstan                           | 1992                              |
| Kenya                                | 1963                              |
| Kyrgyzstan                           | 1992                              |
| Liechtenstein                        | 1950                              |
| Lithuania                            | 1991                              |
| Mali                                 | 1960                              |
| Mauritius                            | 1972                              |
| Micronesia                           | 1989                              |
| Moldova                              | 1992                              |
| Mongolia                             | 1949                              |
| Monaco                               | 1995                              |
| Montenegro                           | 2006                              |
| Morocco                              | 1958                              |
| Mozambique                           | 1975                              |
| Namibia                              | 1990                              |
| Nepal                                | 1955                              |
| Nigeria                              | 1971                              |
| Niue                                 | 2007                              |
| Triều Tiên                           | 1949                              |
| Oman                                 | 1978                              |
| Palestine                            | 1988                              |
| Qatar                                | 1988                              |
| San Marino                           | 1971                              |
| Seychelles                           | 1976                              |
| Singapore                            | 1990                              |
| Slovenia                             | 1992                              |
| Slovakia                             | 1993                              |
| Somalia                              | 1960                              |
| Nam Sudan                            | 2011                              |
| Yemen                                | 1968                              |
| Sudan                                | 1958                              |
| Suriname                             | 1976                              |
| Syria                                | 1956                              |
| Tajikistan                           | 1992                              |
| Tanzania                             | 1961 (Tanganyika) 1963 (Zanzibar) |
| Đông Timor                           | 2002                              |
| Trinidad và Tobago                   | 1974                              |
| Tunisia                              | 1964                              |
| Turkmenistan                         | 1992                              |
| Uganda                               | 1962                              |
| Các Tiểu vương quốc Ả Rập Thống nhất | 1984                              |
| Ukraine                              | 1992                              |
| Uzbekistan                           | 1992                              |
| Việt Nam                             | 1950                              |
| Yemen                                | 1956                              |
| Zambia                               | 1964                              |
| Zimbabwe                             | 1980                              |

### Cáo buộc hối lộ
Đài Loan đã nhiều lần bị cáo buộc hối lộ các chính trị gia nước ngoài để bắt đầu hoặc duy trì quan hệ ngoại giao. Cựu Tổng thống Guatemala thừa nhận tại tòa án Hoa Kỳ lấy 2,5 triệu đô la từ Đài Loan để đổi lấy việc tiếp tục công nhận hòn đảo về mặt ngoại giao. Về "ngoại giao đô la" của Đài Loan ở Vanuatu, một nhà quan sát cho rằng: "Các phương pháp mà Đài Loan sử dụng, hối lộ các quốc gia và chính trị gia, là bất chính, vi phạm luật pháp quốc tế và làm xáo trộn cộng đồng toàn cầu. Ngoại giao hối lộ sẽ không kéo dài". Đài Loan đã cung cấp cho các bộ trưởng của chính phủ Nauru 5.000 USD để tiếp tục quan hệ ngoại giao của quốc đảo Thái Bình Dương với Đài Bắc. Các chính trị gia Nauru, bao gồm cả Tổng thống Marcus Stephen đã nhận được các quỹ bí mật. Các nghị sĩ khác nhận được 2500 đô la một tháng trong khoản được mô tả là dự án tài trợ yêu cầu kế toán tối thiểu.

## Lịch sử

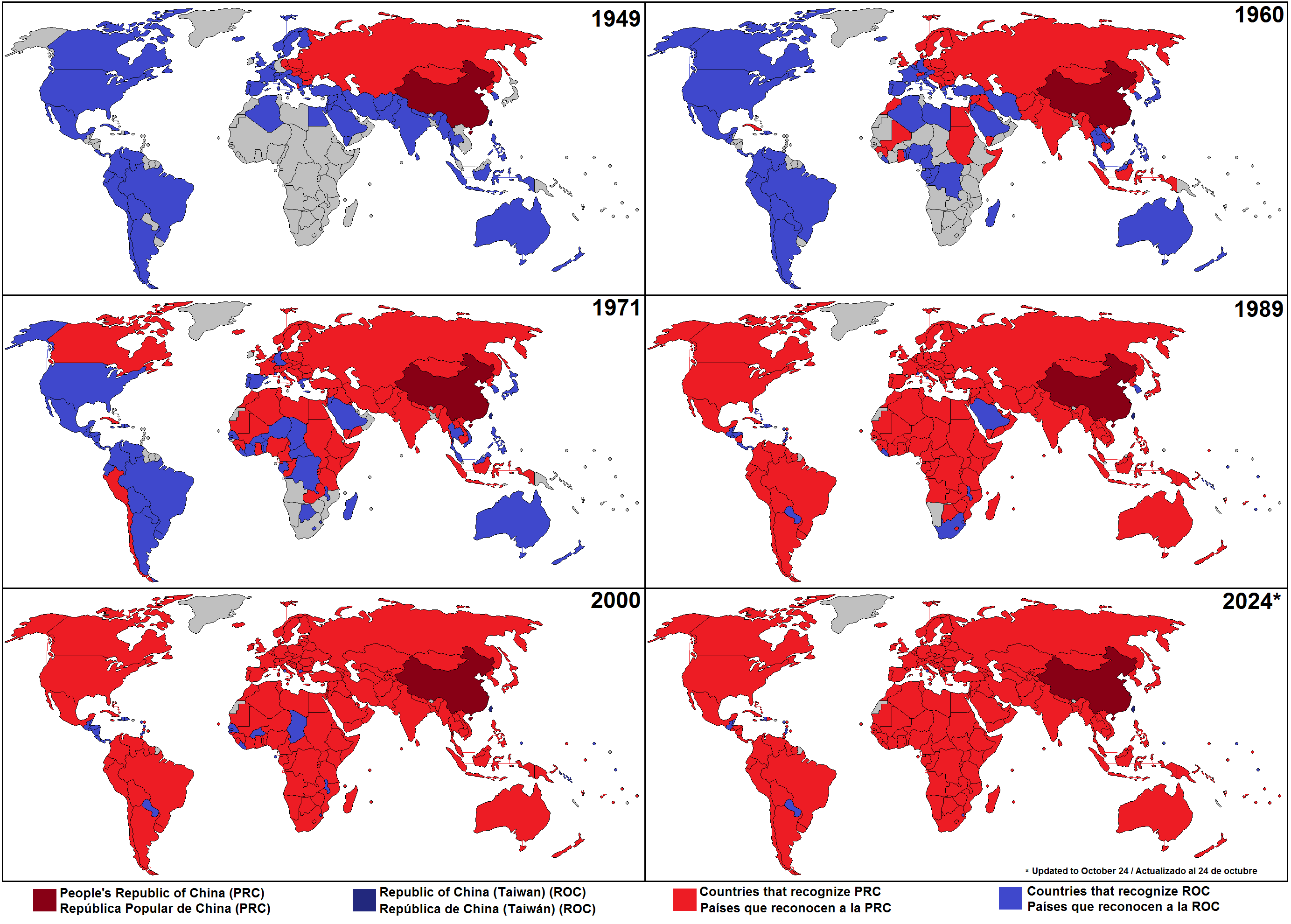
Một loạt bản đồ minh họa đấu tranh giữa Cộng hòa Nhân dân Trung Hoa và Trung Hoa Dân Quốc để được quốc tế công nhận

Đài Loan đã bị Nhật Bản sát nhập vào năm 1895 sau Chiến tranh Trung-Nhật lần thứ nhất. Trong cuộc viễn chinh phương Bắc, quân Quốc dân Đảng đã đánh bại các quân phiệt của bè phái Bắc Dương và thành lập một chính phủ thống nhất cho Trung Quốc ở Nam Kinh. Hoa Kỳ đã công nhận Trung Hoa Dân Quốc (THDQ) vào ngày 25 tháng 7 năm 1928 là chính phủ đầu tiên làm được việc này. Trong Chiến tranh thế giới thứ hai, Nhật Bản đã chiếm một phần lớn lãnh thổ Trung Quốc. Sau thất bại của Nhật Bản vào năm 1945, Đài Loan được đặt dưới sự quản lý tạm thời của Trung Hoa Dân Quốc để xử lý việc đầu hàng chính quyền Nhật Bản. Nội chiến Trung Quốc lại nổ ra giữa Quốc dân Đảng và Đảng Cộng sản Trung Quốc. Đảng Cộng sản Trung Quốc đã giành chiến thắng và kiểm soát Đại lục vào năm 1949, tuyên bố thành lập Cộng hòa Nhân dân Trung Hoa (CHND Trung Hoa), trong khi đó, Quốc dân Đảng chạy sang Đài Loan cùng chính phủ Trung Hoa Dân Quốc. Năm 1952, Nhật Bản từ bỏ Đài Loan trong Hiệp ước San Francisco mà không nói rõ Đài Loan được nhượng lại cho ai.
Năm 2016, Ap Winston, tác giả cuốn Tài chính Trung Quốc dưới thời Cộng hòa, cho biết, "nguồn thông tin chính về những vấn đề thảo luận vốn là chủ đề ngoại giao" là các ấn phẩm chính từ Anh. Winston giải thích rằng chỉ có một số báo cáo chính thức từ chính phủ Trung Quốc ngoài ngành hải quan hàng hải xuất hiện vào thời điểm đó và chính phủ Trung Hoa Dân Quốc "quá kém, có lẽ vẫn còn quá bí mật, nên không thể công bố thường xuyên và đầy đủ các thống kê".
Trong Chiến tranh Lạnh, Trung Hoa Dân Quốc nhìn chung duy trì lập trường chống cộng sản, tuy nhiên vào cuối những năm 1960 và đầu những năm 1970, chính phủ của Tưởng Giới Thạch đã tiến hành các cuộc đàm phán bí mật với Moskva. Thậm chí đi xa đến mức có bộ trưởng ngoại giao gợi ý rằng Trung Hoa Dân Quốc sẽ có "Cuộc trò chuyện Warszawa" riêng giữa họ và Liên Xô. Trong suốt Chiến tranh Lạnh, Vương Thăng là động lực ngoại giao giữa Trung Hoa Dân Quốc và thế giới chống cộng.
Sau khi rút lui vào năm 1949, Tưởng Giới Thạch không bao giờ rời Đài Loan nữa, điều này đòi hỏi các nhà lãnh đảo muốn gặp Tưởng phải đến Đài Loan. Nguyên thủ quốc gia đầu tiên trong thời Quốc dân Đảng có chuyến thăm cấp nhà nước ra ngoài Đài Loan là Nghiêm Gia Cam vào năm 1977 khi ông đến thăm Ả Rập Xê Út.
Vào tháng 9 năm 2016, Bộ Ngoại giao Đài Loan đã lên kế hoạch giải tán ít hơn 10 đại sứ quán của mình để phân bổ cho "chính sách hướng Nam mới".
Kể từ năm 1990, Trung Hoa Dân Quốc]] đã chứng kiến nhiều quốc gia chuyển quan hệ ngoại giao sang CHND Trung Hoa.
Vào tháng 1 năm 2021, Nghị viện Châu Âu đã thông qua hai nghị quyết liên quan đến Đài Loan. Nghị quyết đầu tiên có tuyên bố ủng hộ nền dân chủ của Đài Loan. Điều thứ hai khuyến khích các quốc gia thành viên làm việc để "xem xét lại các chính sách gắn kết của họ với Đài Loan" cũng như hợp tác với các đối tác quốc tế để "bảo vệ Đài Loan dân chủ khỏi các mối đe dọa từ bên ngoài".
| Năm  | Công nhận Trung Hoa Dân Quốc | Công nhận CHND Trung Hoa |
| ---- | ---------------------------- | ------------------------ |
| 1969 | 71                           | 48                       |
| 1971 | 68                           | 53                       |
| 1973 | 31                           | 89                       |
| 1978 | 21                           | 112                      |
| 1986 | 23                           | 134                      |
| 1990 | 28                           | 139                      |
| 2012 | 23                           | 172                      |
| 2013 | 22                           | 172                      |
| 2016 | 21                           | 174                      |
| 2017 | 20                           | 175                      |
| 2018 | 17                           | 178                      |
| 2019 | 15                           | 180                      |
| 2021 | 14                           | 181                      |

1. ↑  Trong số 193 quốc gia thành viên Liên Hợp Quốc và 2 quốc gia quan sát viên của Liên Hợp Quốc, 180 quốc gia thành viên Liên Hợp Quốc và Nhà nước Palestine công nhận Cộng hòa Nhân dân Trung Hoa là chính phủ hợp pháp duy nhất của Trung Quốc. 14 quốc gia công nhận Trung Hoa Dân Quốc bao gồm 13 quốc gia thành viên Liên Hợp Quốc và Tòa Thánh.

## Quan hệ xuyên eo biển

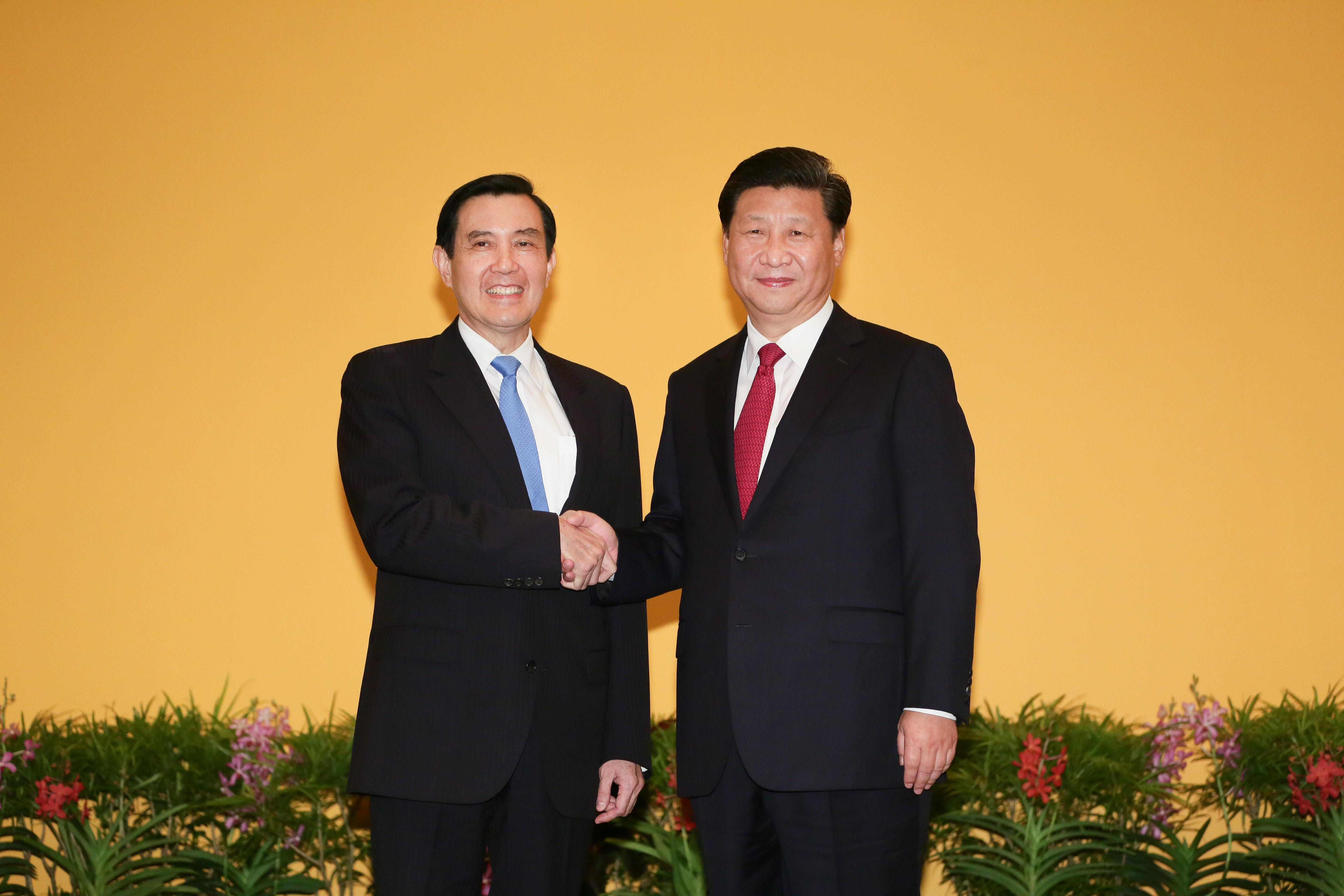
Cuộc gặp Mã–Tập 2015.

Hiệp định Song Thập ký ngày 10 tháng 10 năm 1945 là văn bản pháp lý duy nhất giữa hai đảng. Hội nghị hiệp thương chính trị, sau đó bị tiêu tán do lịch sử Chiến tranh Lạnh và chính sách đối ngoại của Mỹ về ngăn chặn ở Đông Á sau Chiến tranh Triều Tiên. Trước khi Chiến tranh Triều Tiên nổ ra, Hoa Kỳ đang chuẩn bị cho một cuộc đảo chính vào giữa năm 1950 để thay thế Tưởng Giới Thạch bằng Hồ Thích, Tôn Lập Nhân và trung lập hóa địa vị pháp lý của Trung Hoa Dân Quốc dưới sự ủy thác của Liên Hợp Quốc để chặn bất kỳ yêu sách pháp lý nào của CHND Trung Hoa đối với Đài Loan, theo đề xuất của quan chức Bộ Ngoại giao Hoa Kỳ Dean Rusk. Nghị quyết Formosa năm 1955 được Quốc hội Hoa Kỳ nhất trí thông qua. Giải quyết mối quan hệ xuyên eo biển đòi hỏi cả hai bên phải xem xét lại các định nghĩa về các khái niệm cơ bản như chủ quyền, "Một Trung Quốc" và thống nhất.
Hai chính thể cùng tồn tại dẫn đến Chiến dịch trấn áp bọn phản cách mạng của CHND Trung Hoa, việc dỡ bỏ thiết quân luật trên lãnh thổ CHND Trung Hoa và gần đây là việc ban hành Luật chống ly khai của CHND Trung Hoa đối với Đài Loan. Hai bên không có các biện pháp xây dựng lòng tin quân sự xuyên eo biển "nhằm cải thiện quan hệ quân sự-với-quân sự theo những cách làm giảm lo ngại bị tấn công và khả năng xảy ra các tính toán sai lầm quân sự". Căng thẳng hạt nhân gia tăng kể từ khi CHND Trung Hoa ban hành Luật chống ly khai.
Cả Đài Bắc và Bắc Kinh đều không coi quan hệ của họ là quan hệ đối ngoại. Tuy nhiên, quan điểm của chính phủ rằng cả Đài Loan và Trung Quốc đại lục đều thuộc cùng một nhà nước không được người dân Đài Loan chấp nhận rộng rãi. Đặc biệt, Liên minh Phiếm Lục ủng hộ độc lập coi Đài Loan và Trung Quốc là hai quốc gia khác nhau. Ngược lại, Liên minh Phiếm Lam lại ủng hộ quan điểm cả Đài Loan và Trung Quốc đại lục đều là một phần của Trung Hoa Dân Quốc. Cựu Tổng thống Lý Đăng Huy gọi đây là "Mối quan hệ nhà nước với nhà nước đặc biệt". Chính quyền Trần Thủy Biển mô tả Đài Loan và Trung Quốc bằng câu nói "... với Đài Loan và Trung Quốc mỗi bên của eo biển Đài Loan, mỗi bên là một quốc gia". Cựu Tổng thống Mã Anh Cửu trở lại lập trường của chính phủ vào đầu những năm 1990, gọi quan hệ với Bắc Kinh là quan hệ đặc biệt giữa hai khu vực trong một nước. Nhà nước đó, theo Đài Loan là Trung Hoa Dân Quốc, và vì lý do hiến pháp, cả Đài Bắc và Bắc Kinh đều không công nhận lẫn nhau là một chính phủ hợp pháp.
Thuật ngữ được chính phủ Đài Loan và Trung Quốc ưa thích là "Quan hệ xuyên eo biển", ám chỉ vùng phân cách địa lý, eo biển Đài Loan. Hiến pháp của Đài Bắc có ghi lãnh thổ Trung Hoa Dân Quốc được chia thành "khu vực đại lục" và "khu vực tự do" (còn được gọi là "khu vực Đài Loan"). Về mặt hành chính, quan hệ xuyên eo biển không do Bộ Ngoại giao Đài Loan tiến hành mà do Hội đồng sự vụ Đại lục, một công cụ của Hành chính viện Trung Hoa Dân Quốc. Mối quan hệ với Hồng Kông và Ma Cao cũng được tiến hành bởi Hội đồng, mặc dù không phải tất cả các quy định áp dụng cho Trung Quốc đại lục đều tự động áp dụng cho các vùng lãnh thổ đó.
Chính phủ Đài Loan và Trung Quốc không trực tiếp tương tác với nhau. Các cuộc đàm phát được tiến hành bởi Hiệp hội Quan hệ hai bờ eo biển Đài Loan (ARATS) của Trung Quốc và Quỹ Giao lưu eo biển (SEF) của Đài Loan, các cơ quan do tư nhân thành lập chịu sự kiểm soát và chịu trách nhiệm trực tiếp trước các cơ quan hành pháp của chính phủ tương đương.
Cho đến cuối những năm 1990, Hồng Kông và Ma Cao lần lượt là thuộc địa của Anh và Bồ Đào Nha. Những nơi này trở thành điểm quá cảnh trung lập cho người và hàng hóa qua eo biển. Bấy giờ, cả hai khu vực cùng Singapore từng là địa điểm tổ chức các cuộc đàm phán giữa hai bên. Một kết quả rõ ràng cho các cuộc đàm phán như vậy là Đồng thuận năm 1992, nảy sinh từ một cuộc họp năm 1992 tại Hồng Kông. Theo sự nhất trí này, hai bên đồng ý rằng cả Đài Loan và Trung Quốc đại lục đều thuộc chủ quyền duy nhất của Trung Quốc, nhưng hai bên nhất trí không thống nhất xem bên nào là đại diện hợp pháp của chủ quyền đó. Đặt bất đồng đó sang một bên, hai bên đồng ý hợp tác trong các vấn đề thiết thực.
Quan hệ giữa Đài Bắc và Bắc Kinh ấm lên dưới thời chính quyền Mã Anh Cửu với việc thúc đẩy liên kết xuyên eo biển và tăng cường trao đổi kinh tế-xã hội giữa hai bên, nhưng cuộc bầu cử địa phương tại Đài Loan năm 2014 đã làm tình hình lại lạnh đi. Một cuộc họp cấp cao (giữa Vương Uất Kỳ và Trương Chí Quân) được tổ chức vào ngày 11 tháng 2 năm 2014 tại Nam Kinh, đánh dấu lần đầu tiên Trung Quốc công nhận các quan chức chính phủ hàng đầu của Đài Loan về các vấn đề hai bờ eo biển Đài Loan. Liên minh Phiếm Lục ủng hộ Đài Loan độc lập không hoan nghênh việc tan băng căng thẳng, đã diễn ra từ cuộc bầu cử Tổng thống năm 2000 và vì những cơ sở của Luật chống ly khai. Một cuộc họp đã được tổ chức vào ngày 7 tháng 11 năm 2015 giữa Chủ tịch Tập Cận Bình và Tổng thống Mã Anh Cửu để khẳng định về Đồng thuận năm 1992 trước cuộc Tổng tuyển cử Trung Hoa Dân Quốc 2016 và giữa các thuộc thử nghiệm của Hải quân Hoa Kỳ về các tuyên bố chủ quyền trên biển. Sau cuộc bầu cử, Bắc Kinh cắt đứt liên lạc với cơ quan liên lạc chính của Đài Loan vì Tân Tổng thống Thái Anh Văn từ chối tán thành khái niệm một Trung Quốc duy nhất.
Vào tháng 8 năm 2022, Chủ tịch Hạ viện Hoa Kỳ, Nancy Pelosi đã đến thăm hòn đảo, một hành động bị Trung Quốc lên án mạnh mẽ.

## Cơ quan đại diện nước ngoài tại Đài Loan

### Đại sứ quán

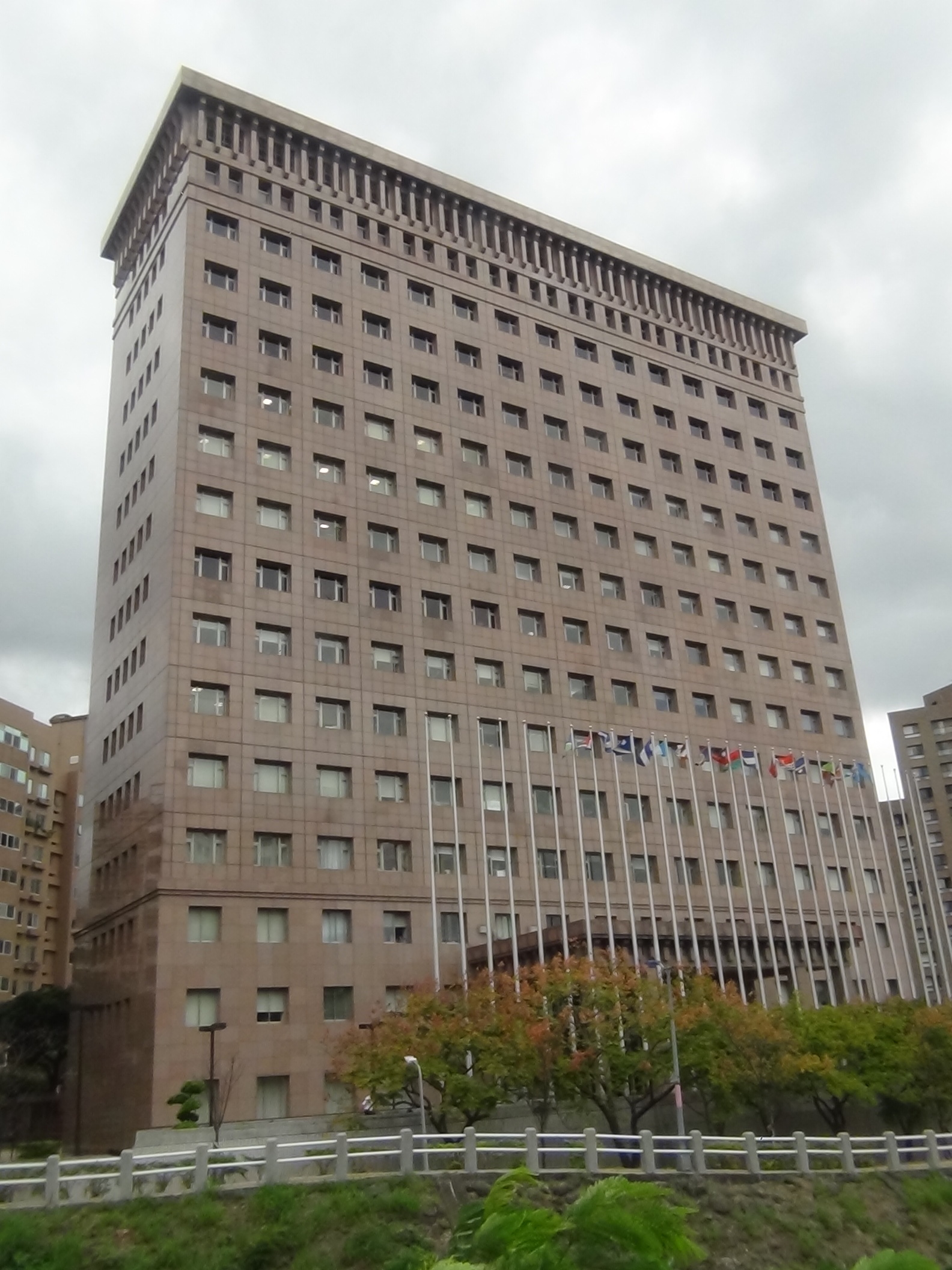
Khu vực Đại sứ quán.

#### Châu Mỹ
- Belize
- Guatemala
- Haiti
- Honduras
- Paraguay
- Saint Kitts và Nevis
- Saint Lucia
- Saint Vincent và Grenadines

#### Châu Đại Dương
- Quần đảo Marshall
- Nauru
- Palau
- Tuvalu

#### Châu Âu
- Holy See

#### Châu Phi
- Eswatini

### Văn phòng

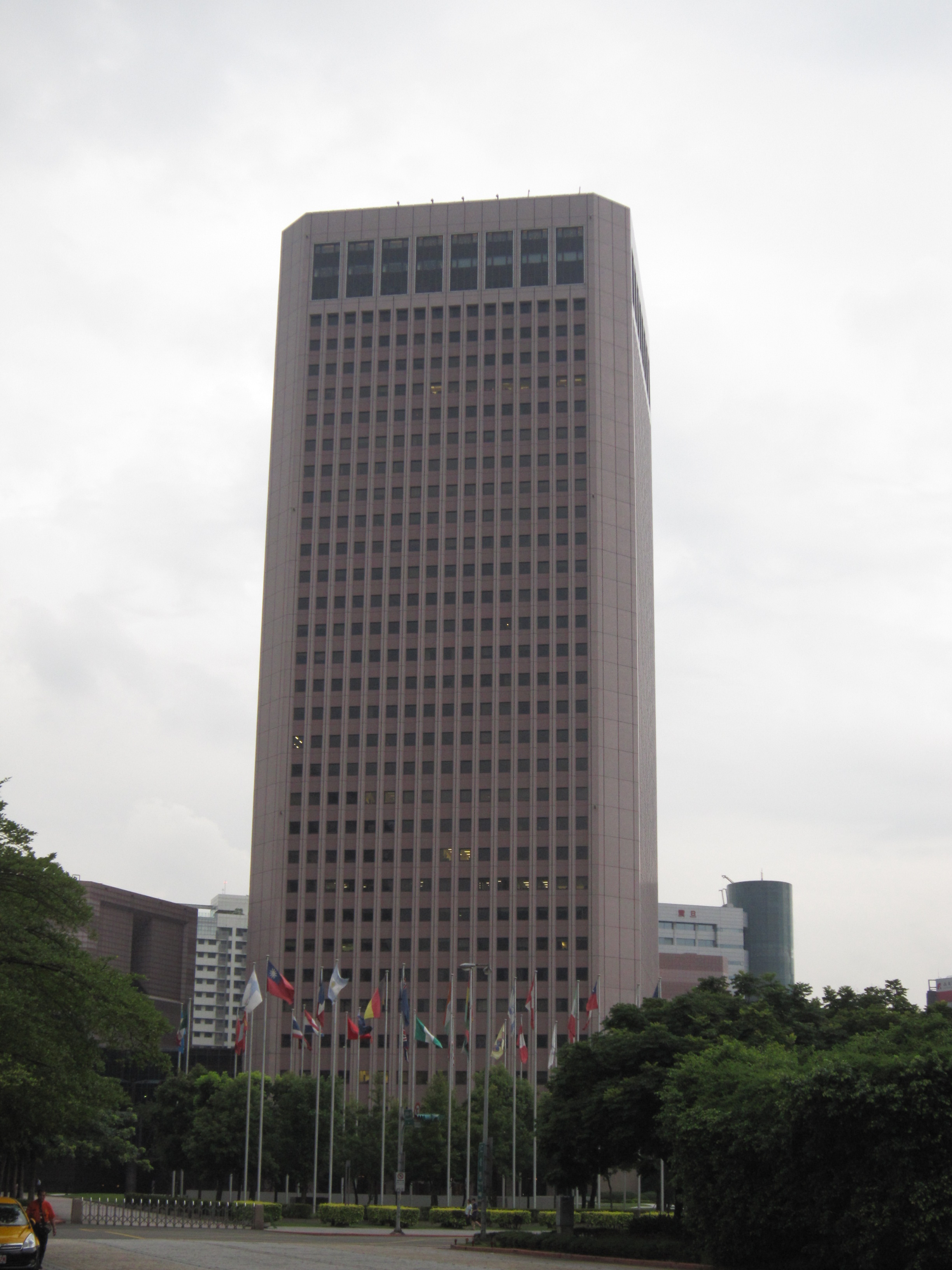
Khu vực văn phòng.

#### Châu Phi
- Nigeria
- Somaliland
- Nam Phi

#### Châu Á - Thái Bình Dương
- Úc
- Brunei
- Ấn Độ
- Indonesia
- Hồng Kông
- Nhật Bản
- Ma Cao
- Malaysia
- Mông Cổ
- Myanmar
- New Zealand
- Philippines
- Singapore
- Hàn Quốc
- Thái Lan
- Papua New Guinea
- Việt Nam

#### Tây Á
- Bahrain
- Israel
- Jordan
- Kuwait
- Ả Rập Xê Út
- Oman
- Thổ Nhĩ Kỳ
- UAE

#### Châu Âu
- Áo
- Bỉ
- Cộng hòa Séc
- Đan Mạch
- Phần Lan
- Pháp
- Đức
- Hungary
- Latvia
- Litva
- Luxembourg
- Slovakia
- Ý
- Hà Lan
- Ba Lan
- Nga
- Tây Ban Nha
- Thụy Điển
- Thụy Sĩ
- Anh Quốc

#### Bắc Mỹ
- Hoa Kỳ
- Canada

#### Mỹ Latinh
- Argentina
- Brasil
- Chile
- Colombia
- Ecuador
- México
- Perú

### Các tổ chức đa phương tại Đài Loan
- Văn phòng Liên minh châu Âu tại Đài Loan – Văn phòng Kinh tế và Thương mại Châu Âu

## Các hiệp định thương mại tự do
- Panama - Tháng 8 năm 2003
- Guatemala - Tháng 7 năm 2005
- Nicaragua - Tháng 6 năm 2006
- El Salvador và Honduras - Tháng 5 năm 2007
- Paraguay - Tháng 2 năm 2018
- Eswatini - Tháng 6 năm 2018

## Các tổ chức quốc tế

Cờ thi đấu Olympic Đài Bắc Trung Hoa

Cờ của Đài Bắc Trung Hoa trong Thế vận hội Olympic chính thức

Cờ Paralympic Đài Bắc Trung Hoa

Cờ trường đại học Đài Bắc Trung Hoa

Dưới áp lực của CHND Trung Hoa, Trung Hoa Dân Quốc đã bị loại khỏi hoặc hạ cấp trong nhiều tổ chức quốc tế. Trong nhiều trường hợp khác, Trung Hoa Dân Quốc có thể vẫn tham gia đầy đủ thông qua những cái tên như "Đài Bắc Trung Hoa" hoặc "Đài Loan, Trung Quốc".
Ghi chú:
- Tư cách thành viên trong 39 tổ chức quốc tế liên chính phủ hoặc các tổ chức liên kết của họ
- Tham gia vào 25 tổ chức quốc tế liên chính phủ hoặc các tổ chức liên kết của họ với tư cách quan sát viên

Tên gọi
- Đã tham gia 37 tổ chức quốc tế liên chính phủ với tên gọi "Đài Bắc Trung Hoa".
- Đã tham gia 8 tổ chức quốc tế liên chính phủ với tên gọi "Trung Hoa Dân Quốc".
- Đã tham gia vào 6 tổ chức quốc tế liên chính phủ với tên gọi "Đài Loan".
- Đã tham gia vào 6 tổ chức quốc tế liên chính phủ với tên gọi "Đài Loan (ROC)".
- Đã tham gia vào 5 tổ chức quốc tế liên chính phủ với tên gọi "Đài Bắc, Trung Quốc".

## Các hiệp định quốc tế
Trung Hoa Dân Quốc đã tham gia các hiệp định quốc tế bao gồm:
- Điều 33[138][139] của Hiến chương Liên Hợp Quốc.
- Hiệp ước Thương mại và Hàng hải với Hợp chủng quốc Hoa Kỳ.[140]
- Công ước mét (với tên "Đài Bắc Trung Hoa")[141]
- Hiệp định khung về hợp tác kinh tế với CHND Trung Hoa (giữa Hiệp hội Quan hệ qua eo biển Đài Loan và Quỹ trao đổi eo biển – lần lượt cho CHND Trung Hoa và Đài Loan[142] bao gồm về các chuyến bay thẳng,[143] cải thiện quan hệ giữa Đài Loan và Trung Quốc, Văn phòng Kinh tế và Văn hóa Đài Bắc tại Hồng Kông[144] và Văn phòng Kinh tế và Văn hóa Đài Bắc tại Ma Cao đã được cho phép xây dựng, cũng như Văn phòng Kinh tế, Thương mại và Văn hóa Hồng Kông[145] và Văn phòng Kinh tế và Văn hóa Ma Cao được mở tại Đài Loan).

## Tranh chấp lãnh thổ
Trung Hoa Dân Quốc tuyên bố chủ quyền các đảo ở Biển Đông trên cơ sở tuyên bố chủ quyền đối với lãnh thổ lịch sử của Trung Quốc, vẫn giữ các biên giới có từ trước khi Cộng hòa Nhân dân Trung Hoa thành lập bao gồm Tây Tạng và vùng Ngoại Mông. Tuy nhiên, không giống như các tuyên bố chủ quyền của mình đối với lục địa châu Á, Trung Hoa Dân Quốc tích cực theo đuổi và bảo vệ một số yêu sách của mình đối với các đảo này. Bao gồm tất cả các quần đảo Trường Sa, quần đảo Hoàng Sa, bãi Macclesfield và bãi cạn Scarborough. Các đảo này được quản lý bởi một số chính phủ xung quanh Biển Đông. Trung Hoa Dân Quốc cũng tuyên bố chủ quyền quần đảo Senkaku, được quản lý bởi Nhật Bản. Vì ASEAN và Cộng hòa Nhân dân Trung Hoa không mời Trung Hoa Dân Quốc tham gia "Tuyên bố về ứng xử các bên ở Biển Đông" nên Trung Hoa Dân Quốc đã không công nhận nó.
Ngoài ra, CHND Trung Hoa cũng tuyên bố mình là chính phủ hợp pháp duy nhất của Trung Quốc và tuyên bố chủ quyền với tất cả các lãnh thổ do Trung Hoa Dân Quốc quản lý.